# Arcachon
Arcachon est une commune du Sud-Ouest de la France, sous-préfecture du département de la Gironde, en région Nouvelle-Aquitaine. Cette station balnéaire a été créée en 1857 par détachement d'une partie de la commune de La Teste-de-Buch.
Partie intégrante de l'ancienne province de Gascogne, elle s'inscrit dans le périmètre du Pays de Buch, des Landes de Gascogne et de la forêt des Landes.
Ville éponyme du bassin d'Arcachon, mais non la plus peuplée avec une population de 10 895 habitants en 2022, elle est au centre d'une unité urbaine de 69 892 habitants en 2022 et est une des grandes stations balnéaires de la côte atlantique, aux côtés de Royan, Biarritz, Les Sables-d’Olonne ou La Baule.

## Géographie

### Localisation
Station balnéaire et port de pêche, la commune est délimitée au nord par le bassin d'Arcachon, au sud par la commune de La Teste-de-Buch, dans laquelle la station de Pyla-sur-Mer constitue un prolongement de celle d'Arcachon.

### Communes limitrophes
Les communes limitrophes sont La Teste-de-Buch et Lège-Cap-Ferret.
| Bassin d'Arcachon, L'Herbe    | Bassin d'Arcachon | Bassin d'Arcachon |
| Bassin d'Arcachon, Cap Ferret | Arcachon          | Bassin d'Arcachon |
| La Teste                      | La Teste          | La Teste          |

### Climat
Le climat qui caractérise la commune est qualifié, en 2010, de « climat océanique altéré », selon la typologie des climats de la France qui compte alors huit grands types de climats en métropole. En 2020, la commune ressort du même type de climat dans la classification établie par Météo-France, qui ne compte désormais, en première approche, que cinq grands types de climats en métropole. Il s’agit d’une zone de transition entre le climat océanique, le climat de montagne et le climat semi-continental. Les écarts de température entre hiver et été augmentent avec l'éloignement de la mer. La pluviométrie est plus faible qu'en bord de mer, sauf aux abords des reliefs.
Les paramètres climatiques qui ont permis d’établir la typologie de 2010 comportent six variables pour les températures et huit pour les précipitations, dont les valeurs correspondent à la normale 1971-2000. Les sept principales variables caractérisant la commune sont présentées dans l'encadré ci-après.
| Paramètres climatiques communaux sur la période 1971-2000 - Moyenne annuelle de température : 13 °C - Nombre de jours avec une température inférieure à −5 °C : 1,8 j - Nombre de jours avec une température supérieure à 30 °C : 6 j - Amplitude thermique annuelle : 13,8 °C - Cumuls annuels de précipitation : 943 mm - Nombre de jours de précipitation en janvier : 12,8 j - Nombre de jours de précipitation en juillet : 6,8 j |

Avec le changement climatique, ces variables ont évolué. Une étude réalisée en 2014 par la Direction générale de l'Énergie et du Climat complétée par des études régionales prévoit en effet que la  température moyenne devrait croître et la pluviométrie moyenne baisser, avec toutefois de fortes variations régionales. Ces changements peuvent être constatés sur la station météorologique de Météo-France la plus proche, « Le Temple », sur la commune du Temple, mise en service en 1984 et qui se trouve à 29 km à vol d'oiseau,, où la température moyenne annuelle est de 12,5 °C et la hauteur de précipitations de 979,5 mm pour la période 1981-2010.
| Mois                                             | jan.         | fév.          | mars          | avril        | mai          | juin         | jui.         | août         | sep.         | oct.         | nov.          | déc.          | année     |
| ------------------------------------------------ | ------------ | ------------- | ------------- | ------------ | ------------ | ------------ | ------------ | ------------ | ------------ | ------------ | ------------- | ------------- | --------- |
| Température minimale moyenne (°C)                | 1,5          | 1,5           | 2,9           | 5            | 8,6          | 11,2         | 12,5         | 12,4         | 9,6          | 7,8          | 4,1           | 2,2           | 6,6       |
| Température moyenne (°C)                         | 5,7          | 6,6           | 9             | 11,2         | 15           | 17,8         | 19,5         | 19,7         | 16,8         | 13,7         | 8,8           | 6,3           | 12,5      |
| Température maximale moyenne (°C)                | 10           | 11,7          | 15,1          | 17,4         | 21,4         | 24,4         | 26,6         | 27           | 24,1         | 19,6         | 13,5          | 10,4          | 18,5      |
| Record de froid (°C) date du record              | −20 15.1985  | −13,6 12.2012 | −12,2 01.2005 | −5,9 04.1996 | −1,3 14.1987 | 0 08.1989    | 3,1 04.1990  | 0,2 29.1989  | −1,2 30.1987 | −7,5 30.1997 | −11,9 23.1988 | −13,4 16.2001 | −20 1985  |
| Record de chaleur (°C) date du record            | 20,1 30.2002 | 24,2 15.1998  | 26,9 15.2012  | 33,2 30.2005 | 36,1 30.1996 | 39,8 26.2011 | 38,5 18.2006 | 41,3 04.2003 | 36,5 03.2005 | 31,9 01.1997 | 24 08.1985    | 22 03.1985    | 41,3 2003 |
| Précipitations (mm)                              | 100,4        | 78,3          | 69            | 79,2         | 73,1         | 53,9         | 51,1         | 59,7         | 80,4         | 101,4        | 119,6         | 113,4         | 979,5     |
| dont nombre de jours avec précipitations ≥ 1 mm  | 12,7         | 10,7          | 11,6          | 11,9         | 10,7         | 7,9          | 7,4          | 7,6          | 9,3          | 12           | 13,5          | 13,2          | 128,5     |
| dont nombre de jours avec précipitations ≥ 5 mm  | 6,7          | 5,3           | 5,3           | 5,9          | 4,7          | 3,3          | 3,1          | 3,5          | 4,9          | 6,3          | 8,1           | 7,2           | 64,3      |
| dont nombre de jours avec précipitations ≥ 10 mm | 4            | 2,7           | 2             | 2,5          | 2,5          | 1,7          | 1,6          | 1,6          | 2,7          | 3,7          | 4,7           | 4,1           | 33,7      |

## Urbanisme

### Typologie
Au 1er janvier 2024, Arcachon est catégorisée ceinture urbaine, selon la nouvelle grille communale de densité à sept niveaux définie par l'Insee en 2022.
Elle appartient à l'unité urbaine de La Teste-de-Buch-Arcachon, une agglomération intra-départementale regroupant quatre  communes, dont elle est une commune de la banlieue,,. Par ailleurs la commune fait partie de l'aire d'attraction d'Arcachon - La Teste-de-Buch, dont elle est la commune-centre,. Cette aire, qui regroupe 2 communes, est catégorisée dans les aires de moins de 50 000 habitants,.
La commune, bordée par l'océan Atlantique, est également une commune littorale au sens de la loi du 3 janvier 1986, dite loi littoral. Des dispositions spécifiques d’urbanisme s’y appliquent dès lors afin de préserver les espaces naturels, les sites, les paysages et l’équilibre écologique du littoral, tel le principe d'inconstructibilité, en dehors des espaces urbanisés, sur la bande littorale des 100 mètres, ou plus si le plan local d’urbanisme le prévoit.

### Occupation des sols

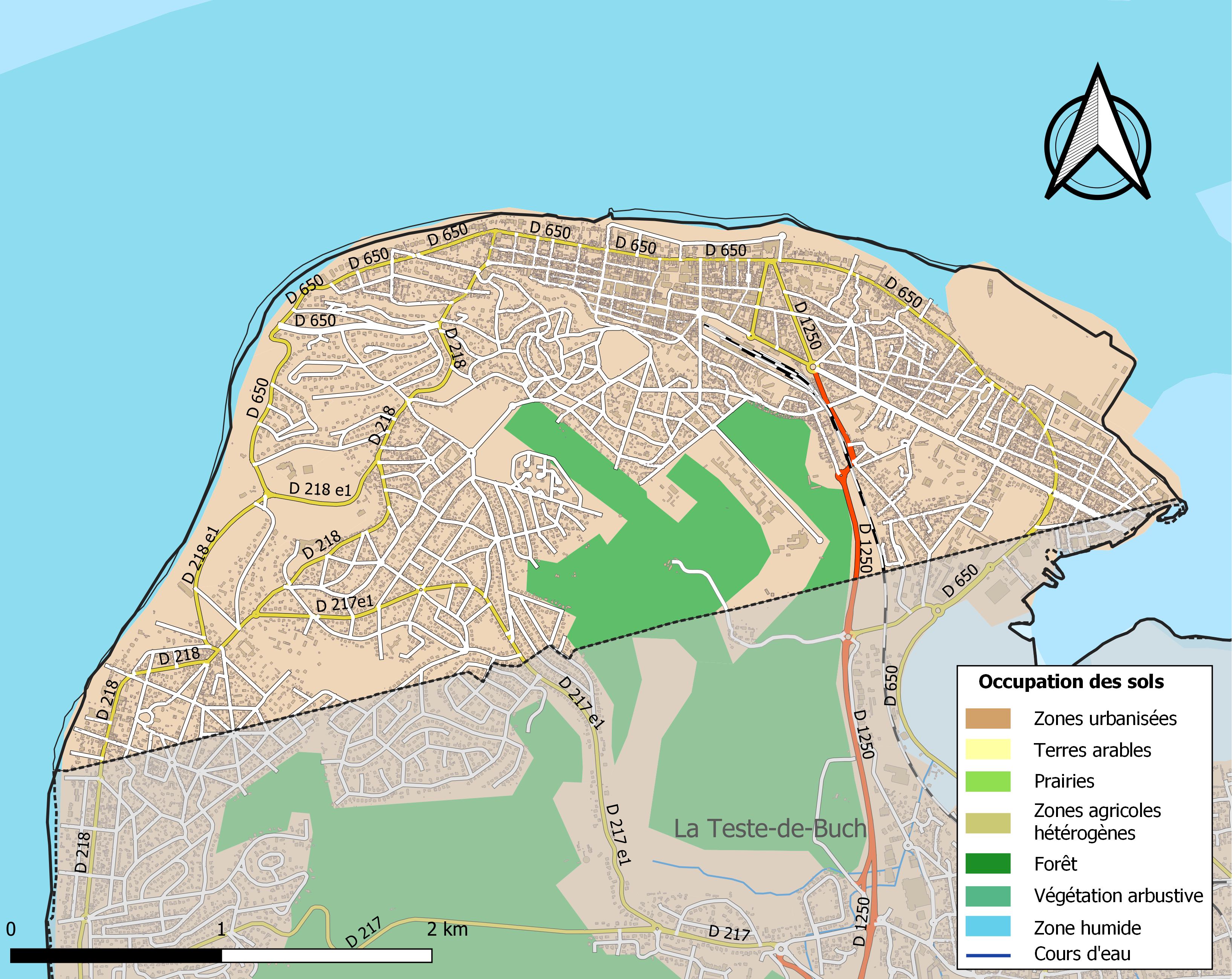
Carte des infrastructures et de l'occupation des sols de la commune en 2018 (CLC).

L'occupation des sols de la commune, telle qu'elle ressort de la base de données européenne d’occupation biophysique des sols Corine Land Cover (CLC), est marquée par l'importance des territoires artificialisés (88 % en 2018), en diminution par rapport à 1990 (89,2 %). La répartition détaillée en 2018 est la suivante : 
zones urbanisées (74,9 %), forêts (11,8 %), zones industrielles ou commerciales et réseaux de communication (7,1 %), espaces verts artificialisés, non agricoles (6 %), eaux maritimes (0,2 %). L'évolution de l’occupation des sols de la commune et de ses infrastructures peut être observée sur les différentes représentations cartographiques du territoire : la carte de Cassini (XVIIIe siècle), la carte d'état-major (1820-1866) et les cartes ou photos aériennes de l'IGN pour la période actuelle (1950 à aujourd'hui).

### Morphologie urbaine

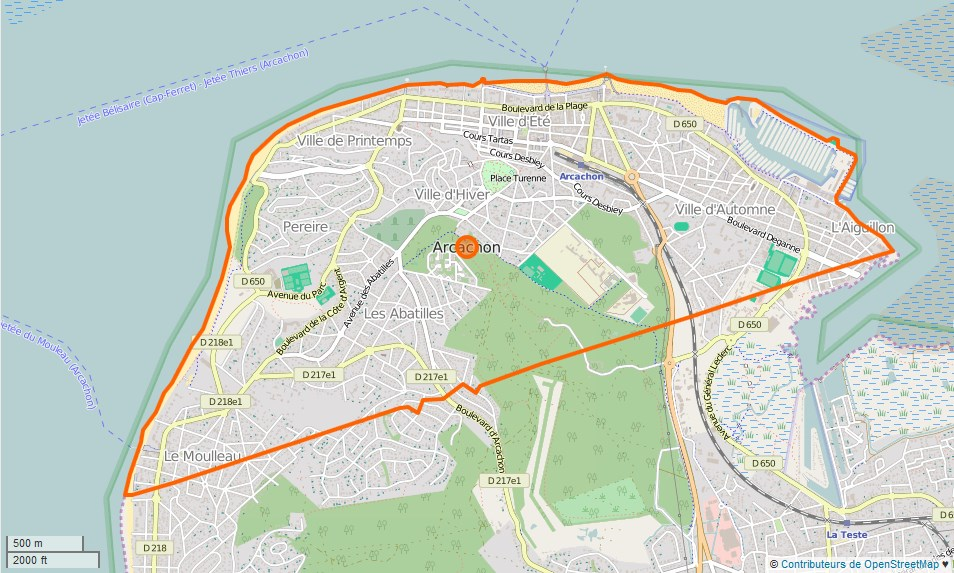
Carte montrant les quartiers de « la ville aux quatre saisons ».

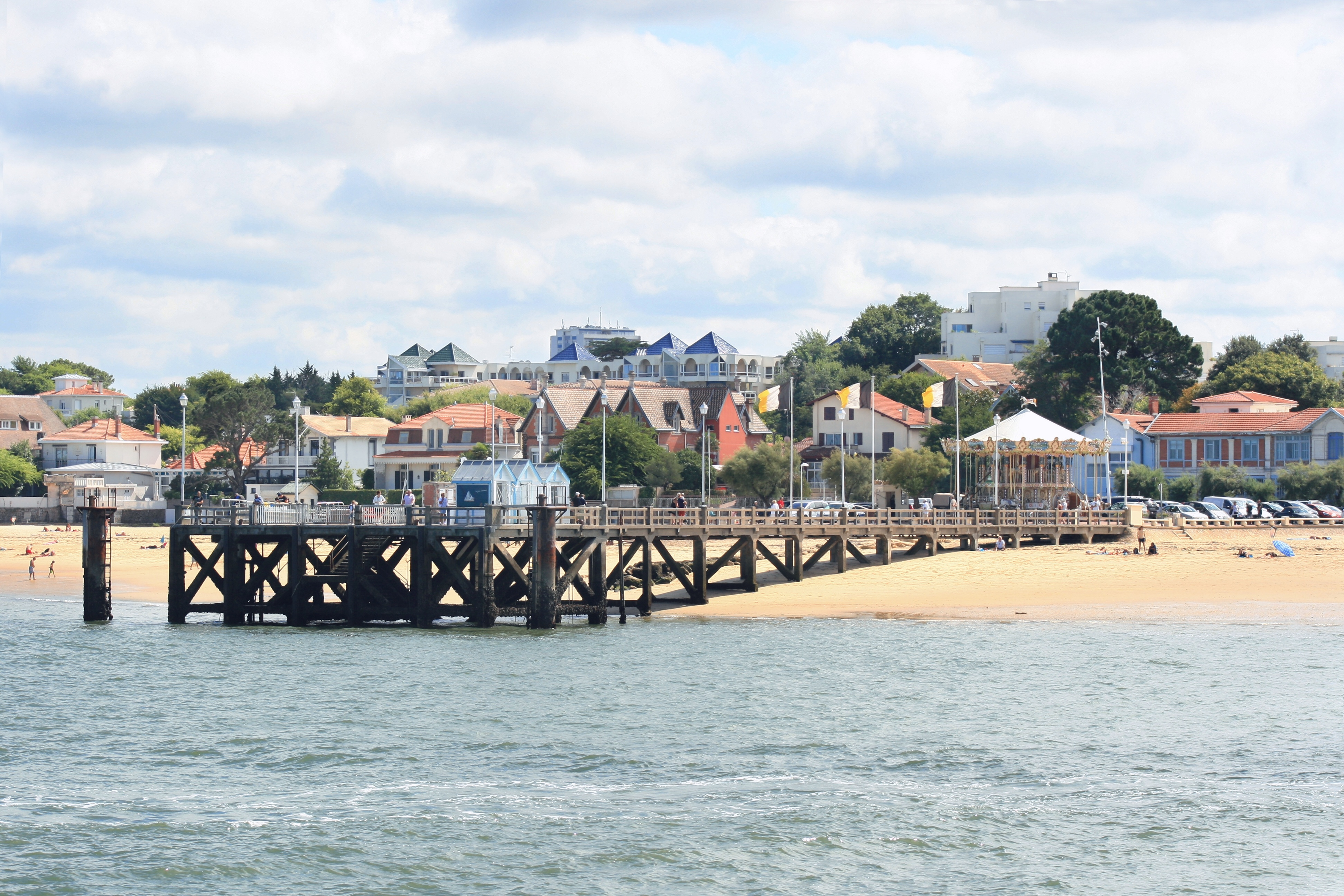
La « Ville d'Été » longe le front de mer entre les jetées de la Chapelle, de Thiers et d'Eyrac qui ponctuent le boulevard-promenade. La grande bourgeoisie bordelaise y a établi des villas en grande partie détruites sous le mandat du maire Lucien de Gracia, qui favorise au cours des Trente Glorieuses la bétonisation de sa ville pour concurrence la station rivale de Biarritz.

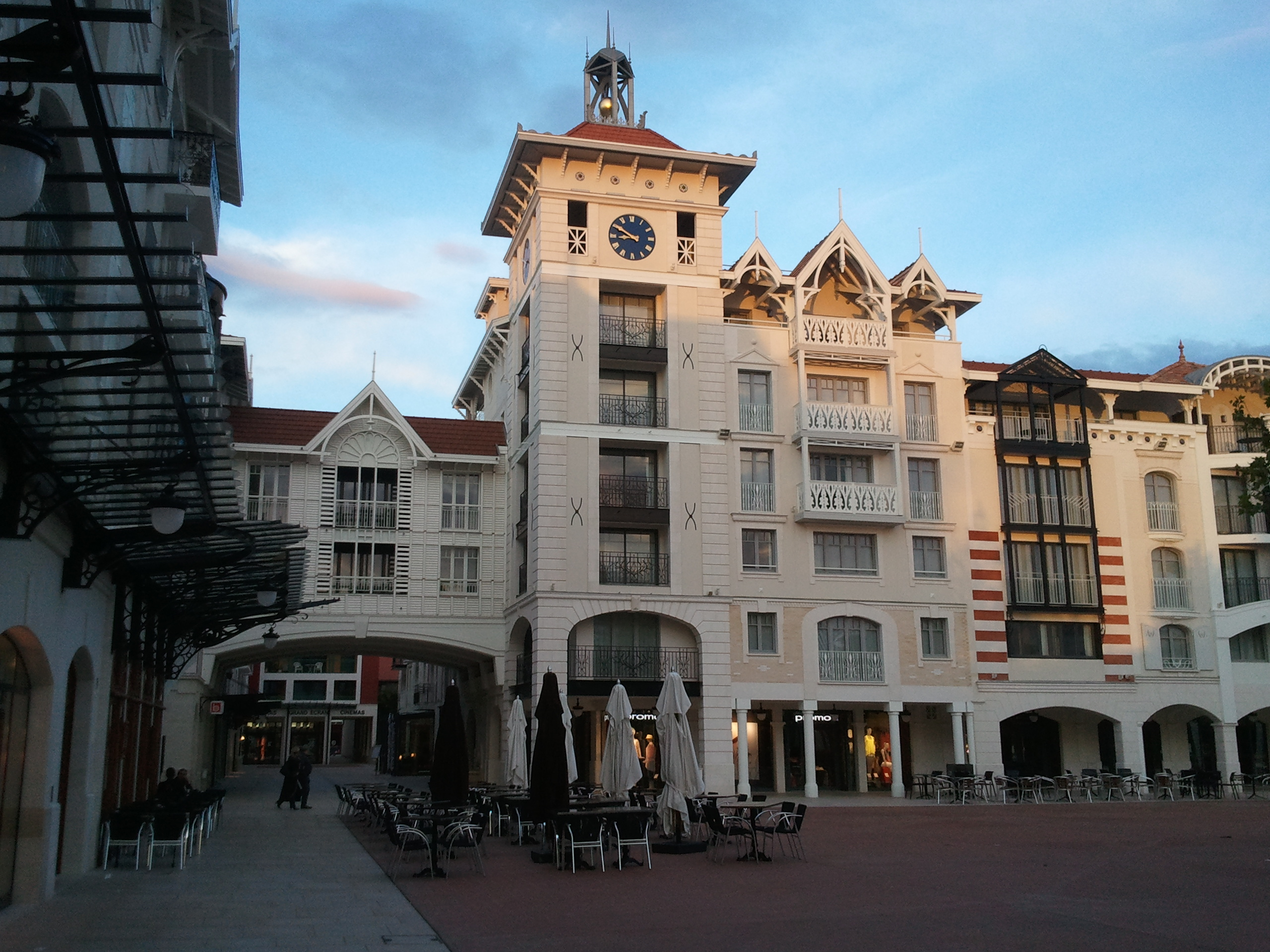
Vue partielle de la nouvelle place au soleil couchant.

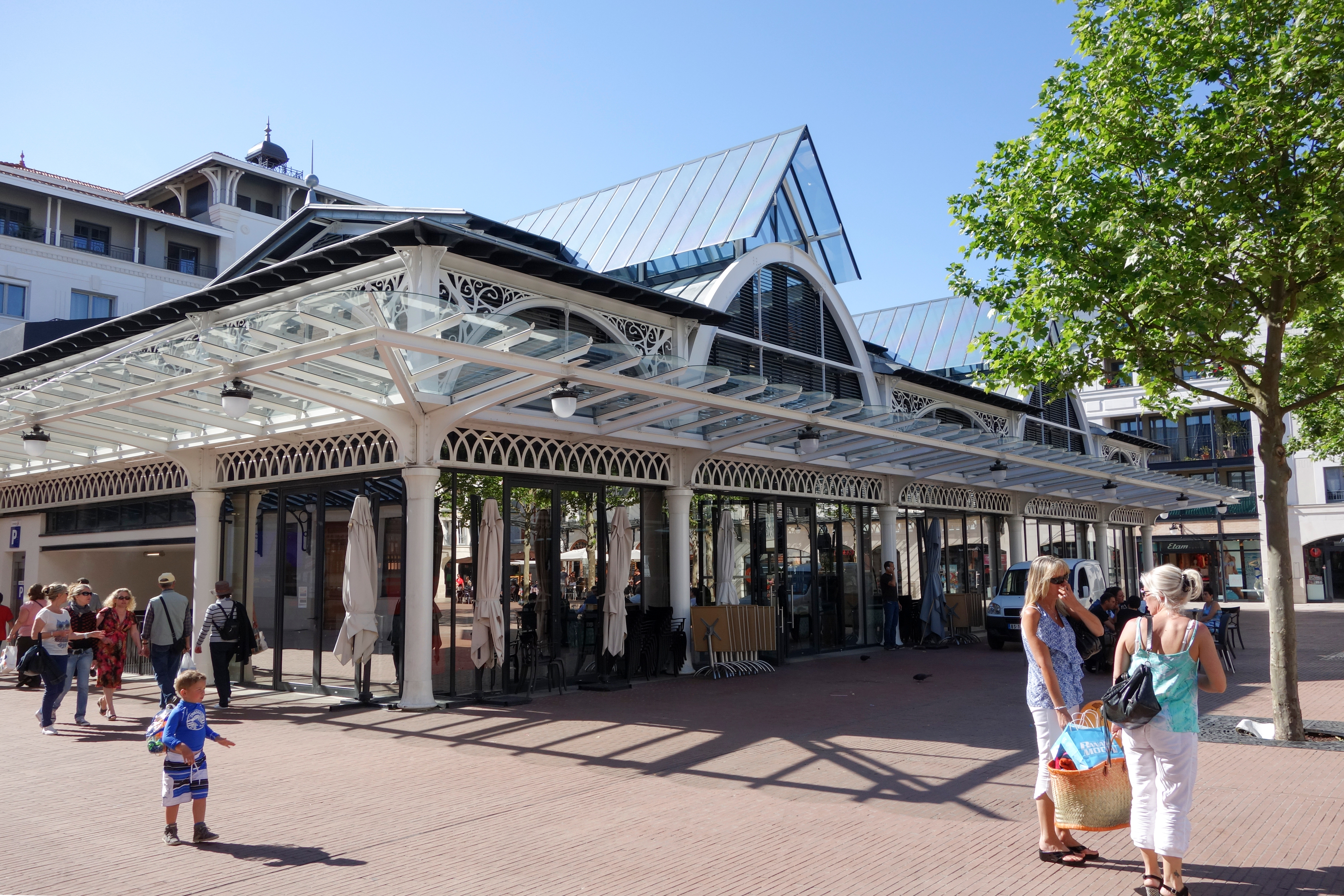
Marché d'Arcachon.

La station voit le jour au XIXe siècle, alors que la vogue des bains de mer connaît un grand développement. En quelques décennies, les dunes jusque-là vierges sont loties. Le 2 mai 1857, Napoléon III signe un décret impérial qui transforme le quartier de pêcheurs d'Eyrac (alors quartier de La Teste, il est un mélange hétéroclite de 280 maisons modestes et cabanes de pêcheurs prolongées par des petits débarcadères) en une commune nouvelle, sous le nom d'Arcachon qui accueille durant les premiers mois d'été une population de plus de 2500 touristes, dont les trois quarts sont Bordelais.
De 1862 à 1865, est construite la « ville d'hiver » sous l'impulsion des frères Pereire, où une clientèle aisée en provenance de Bordeaux puis de toute l'Europe vient se prémunir des rigueurs de l'hiver . Une parure monumentale d'inspirations diverses donne peu à peu son visage à la ville : casino Mauresque, buffet chinois (aujourd’hui disparus) apportent une touche exotique, au milieu d'immeubles cossus et de villas qui utilisent une large palette de styles architecturaux.
Puis Arcachon devient « la ville aux quatre saisons », selon la volonté des promoteurs de la station (notamment des journalistes locaux et du syndicat d'initiative créé le 19 avril 1905), qui souhaitent prolonger la vie touristique et économique toute l'année. À la Ville d'Hiver (ville haute au tracé curviligne avec ses allées sinueuses servant de brise-vent pour abriter des courants d'air les malades pulmonaires et favoriser leur convalescence), viennent s'ajouter trois autres quartiers : une « Ville d'Été » (ville basse au plan en damier qui se développe surtout à la fin du XIXe siècle mais dont le premier lotissement apparaît en 1842 où des maisons à louer sont édifiées ainsi que de nombreux chalets avec jardins d'agrément), puis une « Ville d'Automne » et une « Ville de Printemps » au début du XXe siècle. L'allée Faust, située près du parc mauresque, est une avenue exceptionnelle sur le plan architectural. Dans d'autres quartiers d'Arcachon, on peut admirer par exemple le château Deganne (devenu casino) ainsi que d'autres constructions du boulevard de la Plage ou du boulevard Deganne.
Récemment, le centre-ville a fait l'objet d'une réhabilitation, caractérisée notamment par la création d'une nouvelle place nommée place des Marquises et inaugurée le 25 mars 2012. Ce nouvel espace, situé entre la mairie et le boulevard de la Plage, est un résumé des styles les plus remarquables de la ville d'Arcachon.
Trois autres quartiers importants sont : l'Aiguillon, les Abatilles et le Moulleau.

### Voies de communication et transports
Les principales voies de communication sont :
- les lignes TER et TGV de Bordeaux-Arcachon et Paris-Arcachon (gare d'Arcachon) ;
- la route  >  > , pour se raccorder à l'autoroute  et se diriger vers Bordeaux, le sud-Gironde, les Landes ou encore le pays basque.
- la route  longeant le sud du bassin d'Arcachon (en passant par La Teste-de-Buch, Gujan-Mestras, Le Teich et Biganos) et se dirigeant vers Bordeaux (rue de Pessac) ;
- la route  longeant l'océan et les plages par le Moulleau, pour accéder à la Dune du Pilat, Pyla-sur-Mer et les Landes par Biscarrosse.

Les moyens locaux de transport sont :
- l'ascenseur public du Parc mauresque ;
- le Bus Eho (mini bus électriques) au sein même de la ville ;
- le réseau de bus Baïa, qui permet d'accéder aux communes de La Teste-de-Buch, Gujan-Mestras et Le Teich (Arcachon est desservie par les lignes 1, 2 et 3 de ce réseau) ;
- le vélo d'Arcachon : depuis 2012, le vélo d'Arcachon (couleurs « sable et or ») est distribué à tous les foyers arcachonnais sur demande (un par foyer fiscal en habitation principale).

Du 1er juillet 2015 au 31 août 2020, Arcachon a aussi disposé de voitures électriques en autopartage du groupe Bolloré en partenariat avec la BlueCub de Bordeaux.
Arcachon bénéficie aussi du vaste réseau de pistes cyclables autour du bassin, reliant Biscarrosse à Pyla-sur-Mer, Pyla-sur-Mer à La Teste-de-Buch, La Teste-de-Buch à Arcachon, notamment aux plages de la station. On peut également longer le littoral d'Arcachon au Teich en passant par La Teste-de-Buch et Gujan-Mestras. Une extension entre Le Teich et Biganos permet désormais de faire le tour complet du bassin.

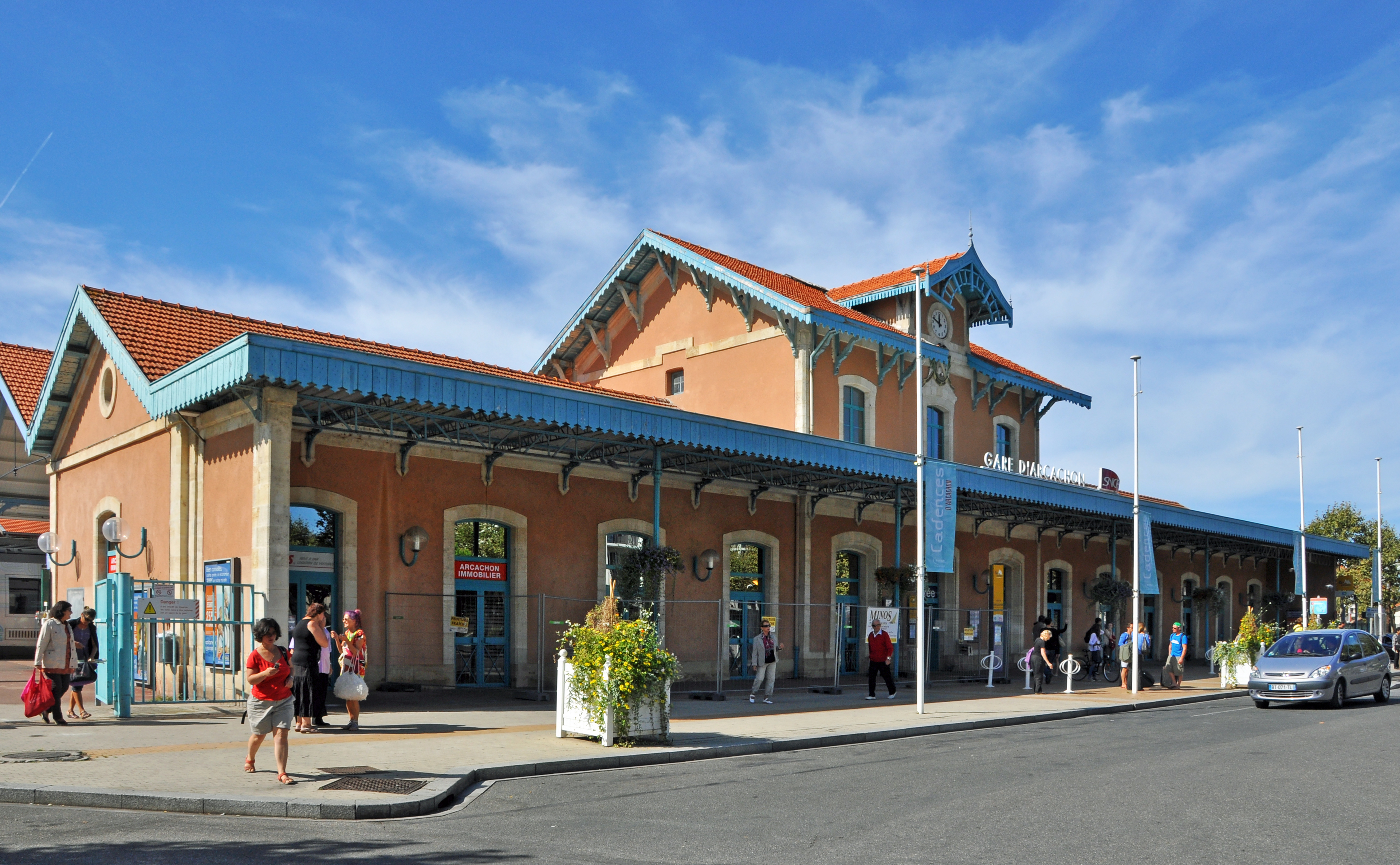
Gare d'Arcachon.
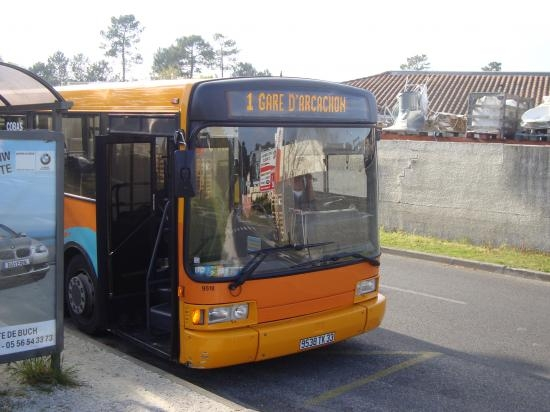
Bus Baïa.

### Risques majeurs
Le territoire de la commune d'Arcachon est vulnérable à différents aléas naturels : météorologiques (tempête, orage, neige, grand froid, canicule ou sécheresse), inondations, feux de forêts, mouvements de terrains et séisme (sismicité très faible). Il est également exposé à un risque particulier : le risque de radon. Un site publié par le BRGM permet d'évaluer simplement et rapidement les risques d'un bien localisé soit par son adresse soit par le numéro de sa parcelle.

#### Risques naturels
La commune fait partie du territoire à risques importants d'inondation (TRI) d’Arcachon, regroupant les 10 communes du bassin d'Arcachon concernées par un risque de submersion marine, un des 18 TRI qui ont été arrêtés fin 2012 sur le bassin Adour-Garonne. Aux XXe et XXIe siècles, les événements significatifs sont ceux de 1882, 1896, 1897 puis 1924, 1951, 1984 et 1999. Au XXe siècle, les tempêtes Klaus, entre le 23 et le 25 janvier 2009 et Xynthia des 27 et 28 février 2010 ont marqué les esprits. Des cartes des surfaces inondables ont été établies pour trois scénarios : fréquent (crue de temps de retour de 10 ans à 30 ans), moyen (temps de retour de 100 ans à 300 ans) et extrême (temps de retour de l'ordre de 1 000 ans, qui met en défaut tout système de protection). La commune a été reconnue en état de catastrophe naturelle au titre des dommages causés par les inondations et coulées de boue survenues en 1982, 1999, 2009, 2013 et 2018,.
Arcachon est exposée au risque de feu de forêt. Depuis le 20 avril 2016, les départements de la Gironde, des Landes et de Lot-et-Garonne disposent d’un règlement interdépartemental de protection de la forêt contre les incendies. Ce règlement vise à mieux prévenir les incendies de forêt, à faciliter les interventions des services et à limiter les conséquences, que ce soit par le débroussaillement, la limitation de l’apport du feu ou la réglementation des activités en forêt. Il définit en particulier cinq niveaux de vigilance croissants auxquels sont associés différentes mesures,.
Les mouvements de terrains susceptibles de se produire sur la commune sont des avancées dunaires. La migration dunaire est le mouvement des dunes, vers l’intérieur des terres. Les actions conjuguées de la mer et du vent ont pour effet de déplacer les sables et donc de modifier la morphologie du littoral.

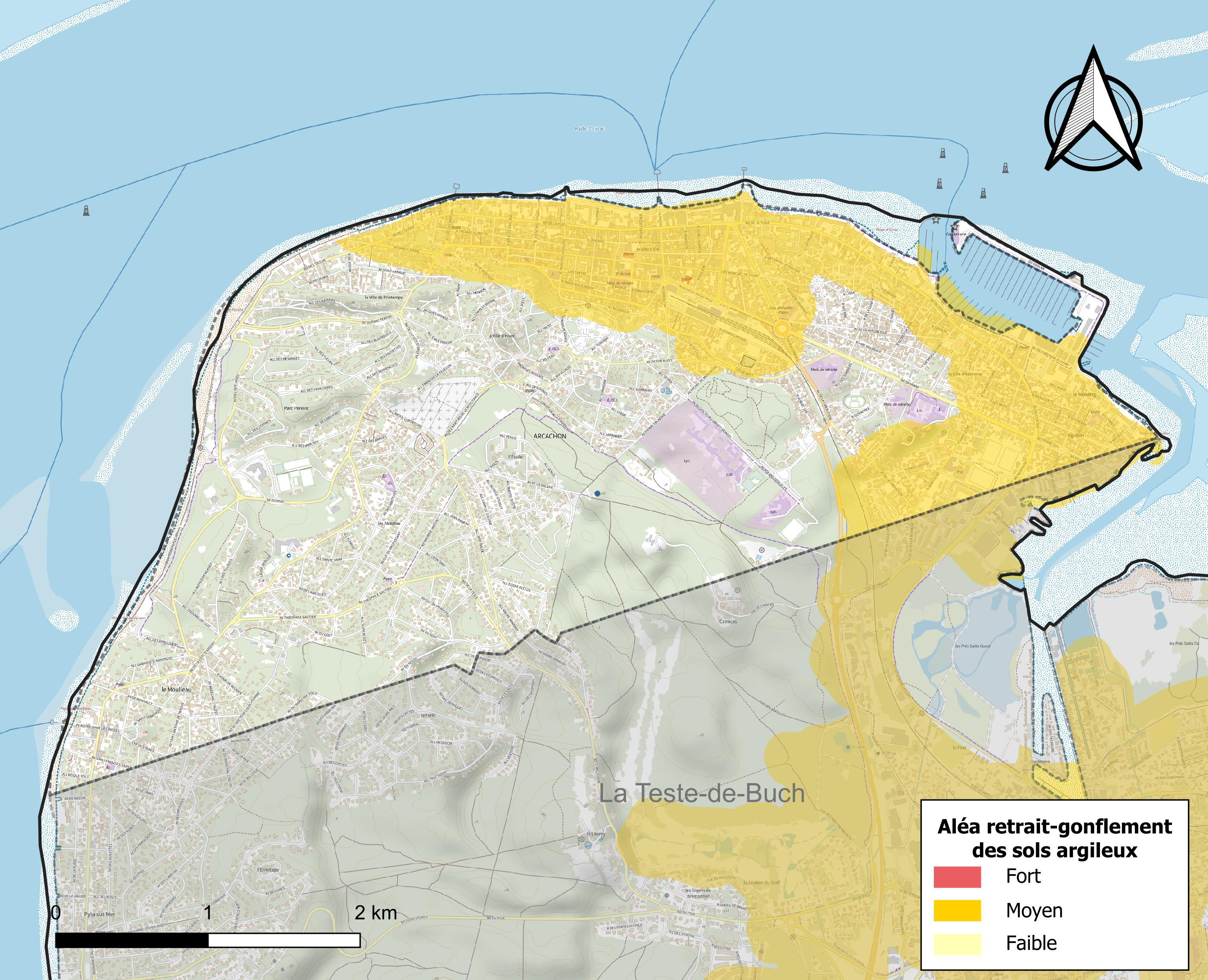
Carte des zones d'aléa retrait-gonflement des sols argileux d'Arcachon.

Le retrait-gonflement des sols argileux est susceptible d'engendrer des dommages importants aux bâtiments en cas d’alternance de périodes de sécheresse et de pluie. 26,5 % de la superficie communale est en aléa moyen ou fort (67,4 % au niveau départemental et 48,5 % au niveau national). Sur les 5 455 bâtiments dénombrés sur la commune en 2019, 2 262 sont en aléa moyen ou fort, soit 41 %, à comparer aux 84 % au niveau départemental et 54 % au niveau national. Une cartographie de l'exposition du territoire national au retrait gonflement des sols argileux est disponible sur le site du BRGM,.
Par ailleurs, afin de mieux appréhender le risque d’affaissement de terrain, l'inventaire national des cavités souterraines permet de localiser celles situées sur la commune.
Concernant les mouvements de terrains, la commune a été reconnue en état de catastrophe naturelle au titre des dommages causés par des mouvements de terrain en 1999 et 2013.

#### Risque particulier
Dans plusieurs parties du territoire national, le radon, accumulé dans certains logements ou autres locaux, peut constituer une source significative d’exposition de la population aux rayonnements ionisants. Certaines communes du département sont concernées par le risque radon à un niveau plus ou moins élevé. Selon la classification de 2018, la commune d'Arcachon est classée en zone 2, à savoir zone à potentiel radon faible mais sur lesquelles des facteurs géologiques particuliers peuvent faciliter le transfert du radon vers les bâtiments.

## Toponymie
L'étymologie du toponyme Arcachon est controversée (grammatici certant). Selon B. et J.-J. Fénié, elle est liée à la racine aquitanienne *aruka (« ouverture, baie » ou « brèche, fente, crevasse » se rapportant à l'exutoire primitif de l'Eyre, auquel s'applique le suffixe -ixonne attesté ailleurs). Olivier de Marliave présente d'autres hypothèses étymologiques : Arcachon pourrait venir du gascon arqueseon (« brai sec » de pin, d'où dériverait le terme arcanson qui désigne la colophane, un des principaux constituants de la résine de pin, qui fut localement récoltée pendant des siècles). Il considère que l'étymologie la plus probable est qu'Arcachon soit composé du préfixe gaulois are (« près de », « devant ») et du radical casso (« chêne » en celtique puis en occitan). Ce toponyme serait ainsi en lien avec les boisements anciens d'Arcachon qui sont naturels, contrairement à la majorité de la forêt des Landes. Des dunes boisées de la « petite montagne d'Arcachon » (toponyme probablement en référence avec les Pyrénées où les troupeaux d'ovins transhumaient durant l'été) qui s'étendait à l'emplacement de la commune arcachonnaise (les boisements de la forêt d'Arcachon étant dues notamment à la fixation des dunes par des semis de pins maritimes au début du XIXe siècle) , subsistent encore des chênes pédonculés, des arbousiers et des pins dont on estime que les anciens prédécesseurs ont été exploités par quelques-uns des tout premiers gemmeurs. Cette « petite montagne » s'oppose à la « grande montagne » qui désigne la forêt usagère de La Teste-de-Buch.
La ville est connue sous les formes anciennes Arcaisso (date inconnue), Arquanson (date inconnue), Arcaxon (1436), Arquasson (1557) et Arcaxon (1598). Dans un ouvrage de 2021, le linguiste Jacques Lacroix mentionne ce toponyme et y voit un ancien composé gaulois *Arecantion, ayant désigné un établissement « Devant la Limite », « Proche de la Frontière ». La forme attestée Arquanson est celle qui se rapproche le plus du modèle initial, qui a subi une perte de nasale due à la présence d'une seconde nasale (par effet de dissimilation allégeant la prononciation) : *Arcanson > Arcaxon/Arquasson. La partie -Casson est ensuite passée à -cachon « par chuintement du s- sourd derrière palatale ». On se trouvait jadis vers l'extrémité nord du territoire des Boïates, contre l'extrémité sud des Médules.
Le nom gascon en est Arcaishon.

## Histoire

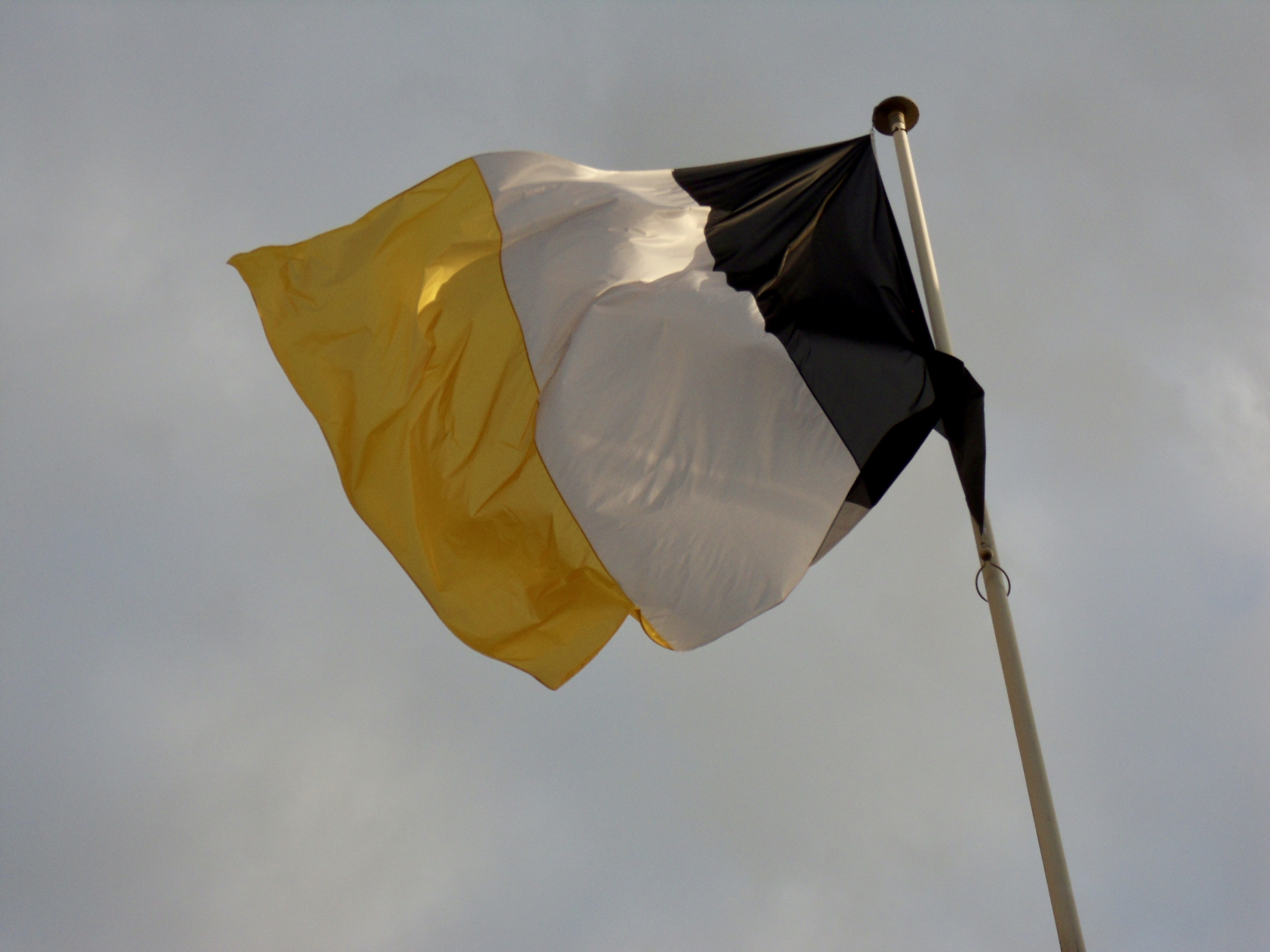
Drapeau d'Arcachon.

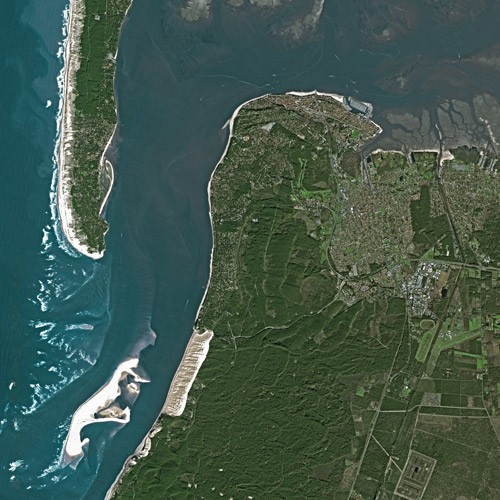
Le sud bassin vu par le satellite Spot.

Jusqu'au début du XIXe siècle, Arcachon se réduit à quelques cabanes de pêcheurs et de résiniers en bordure du bassin d'Arcachon.

### La fixation des dunes
Louis XVI ayant l'intention d'établir un port militaire dans la baie d'Arcachon, il était nécessaire en premier lieu de fixer les sables des dunes. L'ingénieur de la marine Charlevoix de Villiers étudie la question et propose, en 1779, l'emploi de plantations. Victime d'intrigues, il tombe en disgrâce. Le problème est repris neuf ans plus tard par Nicolas Brémontier. Brémontier fait d'abord construire une digue destinée à arrêter le cheminement des sables au point de départ. À environ 70 m de la ligne atteinte par les plus hautes mers, on enfonce dans le sol une palissade de madriers contre laquelle le sable s'accumule. Relevant les madriers à mesure que le sable monte, on crée une « dune littorale » de 10 à 12 m de hauteur, formant barrière. Le sable de la surface est fixé par des semis de gourbet, dont l'épais lacis de racines s'étend rapidement. Brémontier s'attaque ensuite au problème de la fixation des dunes intérieures. Des graines de pins maritimes, mélangées à des graines d'ajonc et de genêt sont semées sous une couverture de fagots de branchages qui maintiennent provisoirement les sables. Au bout de quatre ans, le genêt atteint près de deux mètres de hauteur. Le pin, d'une croissance plus lente, grandit ainsi protégé et distance bientôt les autres plantes qui, en pourrissant, apportent des éléments organiques fertilisants.

### La naissance de la station puis de la commune
En 1841, une ligne de chemin de fer relie Bordeaux et La Teste-de-Buch. En 1845, un débarcadère en eau profonde est construit sur la baie, à cinq kilomètres au nord de La Teste-de-Buch ; une route, tracée à travers les prés salés, le dessert. Des villas se construisent : Arcachon est née.
Dans la première partie du XIXe siècle, le site déjà apprécié pour la qualité de son climat, connaît un essor très rapide, en particulier grâce à la création de la ligne de chemin de fer Bordeaux-La Teste, qui amène sur le Bassin des gens de toute la région. En 1823, un capitaine au long cours normand, François Legallais ouvre un établissement de bains de mer baptisé Bel-Air visant une clientèle aisée.
Arcachon, ancien quartier de La Teste-de-Buch, est érigée en commune par décret impérial (Napoléon III) le 2 mai 1857. Alphonse Lamarque de Plaisance, le premier maire, est également le père de la devise de la ville : Heri solitudo, hodie vicus, cras civitas soit Hier désert, aujourd’hui village, demain cité, tout à fait prémonitoire.
Thalassothérapie, climatothérapie et même plus tard thermalisme, avec la découverte en 1923 de la source Sainte-Anne des Abatilles, le destin d'Arcachon s'oriente dès l'origine vers celui d'une ville de santé.

### Le rôle de l'abbé Mouls et des frères Pereire
Banquiers et propriétaires du chemin de fer créé en 1841 entre Bordeaux et La Teste, les frères Pereire décident alors d'en prolonger la ligne jusqu'à Arcachon avec l'idée de faire de l'endroit un pôle commercial et portuaire. Déjà nombreux sont ceux qui venaient par le chemin de fer profiter de la région, notamment des courses landaises se déroulant dans les arènes d'Arcachon (arènes en dur aux Abatilles qui ont été démolies) ou celles de La Teste en bordure des prés salés (arènes en bois  pouvant accueillir 5 000 personnes, installées sur la place du Coum, aujourd’hui place Jean-Jaurès).
Le projet commercial n'est pas immédiatement un grand succès, mais les frères Pereire parviennent à développer le tourisme estival et thermal en acquérant des terrains où ils fondent la Ville d'Hiver. À partir de ce moment-là, Arcachon ne cesse de s'enrichir d'établissements incitant au luxe et à la détente comme le célèbre casino de la plage construit en 1853 appelé également Château Deganne du nom de son constructeur. Au XXIe siècle, elle bénéficie selon une étude d'une des plus fortes attractivités parmi les villes balnéaires françaises de mille à dix mille habitants, avec Honfleur, Noirmoutier-en-l'Île, Étretat et Deauville.
L'abbé Xavier Mouls, jusque-là desservant la paroisse testerine de Cazaux, est désigné en 1854 pour être le tout premier curé de la nouvelle paroisse d'Arcachon (incluant également le Cap Ferret). Devenant un infatigable promoteur de sa paroisse, il galvanise les énergies, crée la première procession nautique devenue depuis une institution locale, participe à la promotion de la culture de l'huître, devient premier président de la société scientifique, crée une harmonie municipale.
Consécration et récompense suprême pour l'abbé, le 10 octobre 1859, sur le parvis de la chapelle Notre-Dame qu'il a fait bâtir face au Bassin, à l'ouest d'Arcachon, Xavier Mouls, considéré alors comme l'un des fondateurs de la cité, en est félicité et décoré de la Légion d'honneur par l'empereur Napoléon III en personne, accompagné de sa famille et de plusieurs hautes notabilités de l'Empire.
Mais la citation latine « la roche Tarpéienne est proche du Capitole » va s'appliquer à l'abbé, qui trop présent, trop entreprenant, et se mêlant de politique, se fait des ennemis. Sur décision du cardinal Donnet, il est contraint de quitter la ville d'Arcachon en 1869. Des consignes strictes sont alors données par la mairie, en parfait accord avec le palais archiépiscopal de Bordeaux, pour effacer jusqu'au souvenir même de son existence.
Il faudra attendre le 14 février 1954 pour entendre sa réhabilitation par le docteur Fleury (président de la Société scientifique d'Arcachon) car « de si loin qu'elle arrive ou si enfermée qu'elle soit dans les oubliettes, la vérité finit toujours par surgir ».
Aujourd'hui encore, certaines associations, telle la Société historique et archéologique d'Arcachon et du Pays de Buch, se battent pour que cessent « l'injuste oubli et la honteuse ingratitude dont continue à être victime l'abbé Mouls, fondateur d'Arcachon ».
Les constructeurs de la ville furent également inspirés par l'exotisme symbolisé par le style arabisant du Casino Mauresque, appelé également "Le Mauresque" ou le Casino de la forêt du fait de son emplacement sur la dune boisée de la Ville d'Hiver. Son architecture était inspirée de l'Alhambra de Grenade et de la mosquée de Cordoue. Après avoir eu son heure de gloire, il fut plus ou moins délaissé et finit par être détruit par un incendie en 1977.
Dans la Ville d'Hiver, il y a dans le parc mauresque, une allée du Moulin Rouge qui rend hommage au grand peintre Toulouse-Lautrec habitué de quelques moments de vacances à Arcachon. L'artiste posséda une maison au bord de la plage où il aimait se baigner.

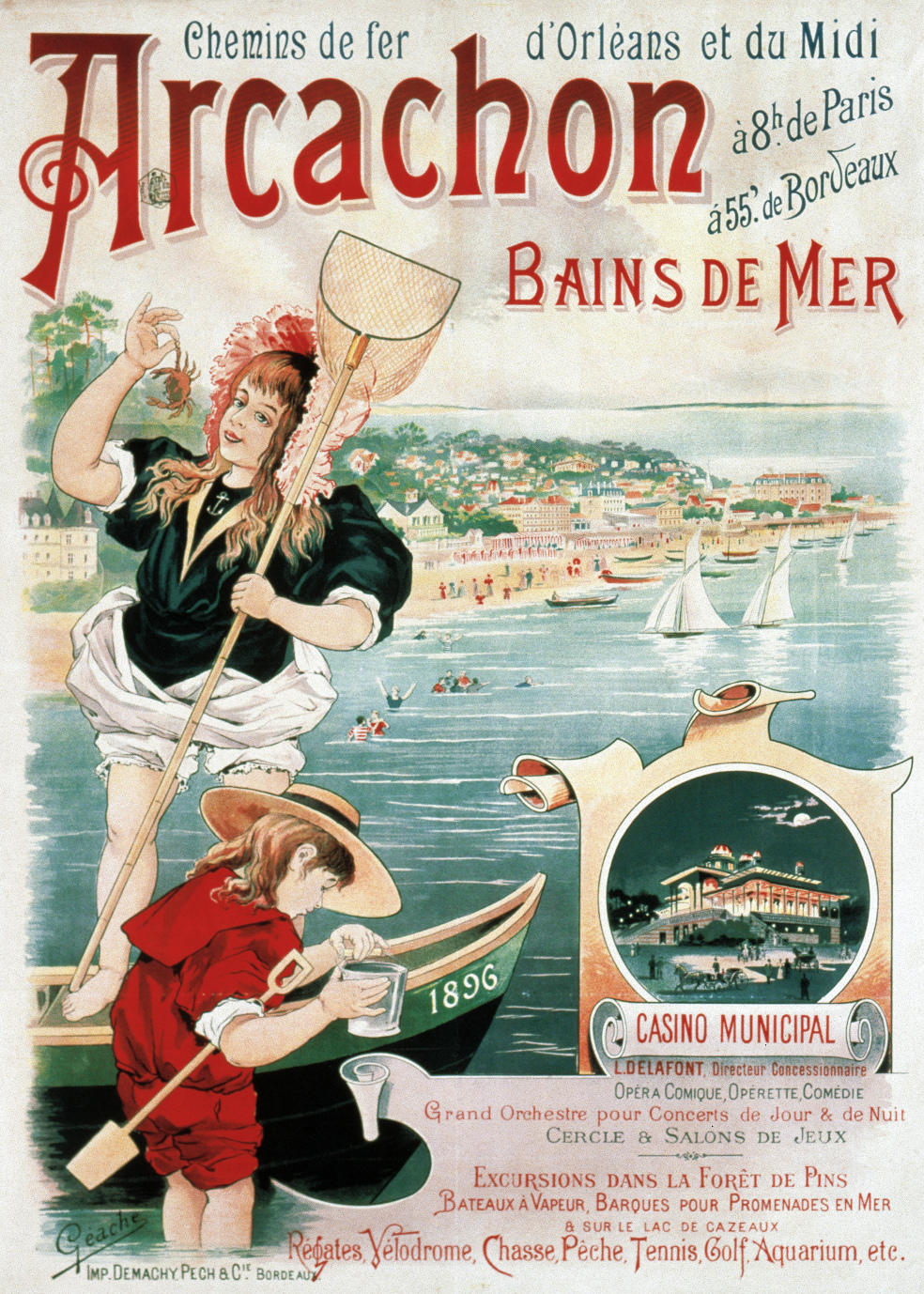
Publicité ancienne.
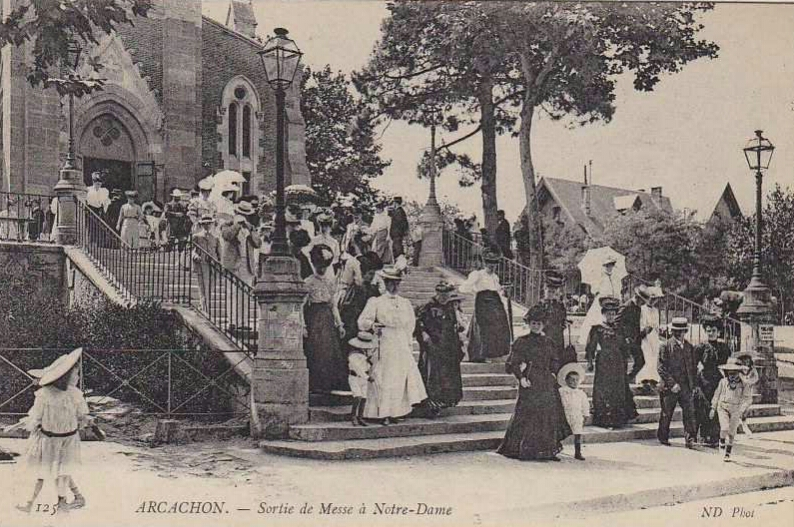
Sortie de messe vers 1910.
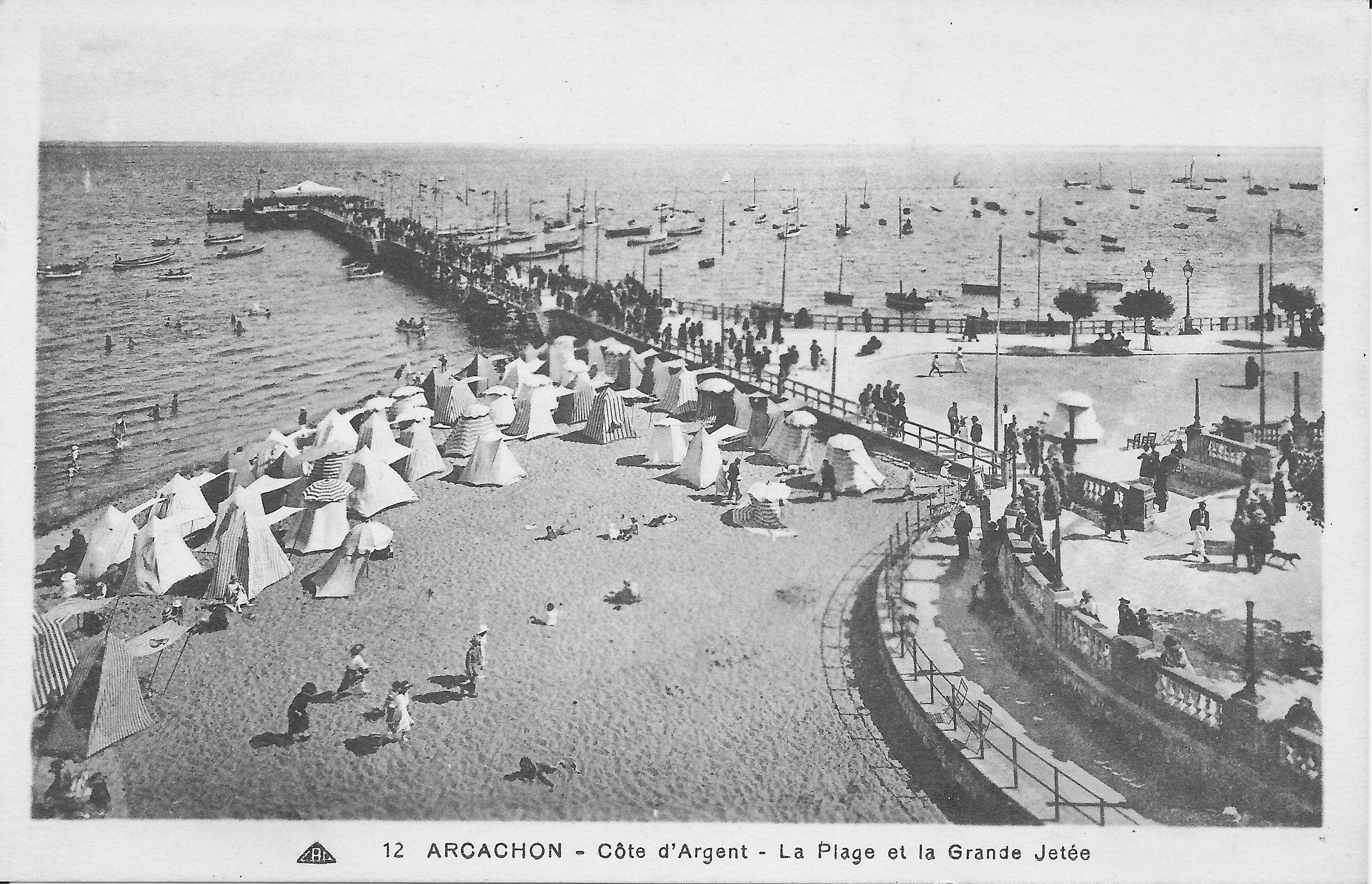
La plage vers 1920.
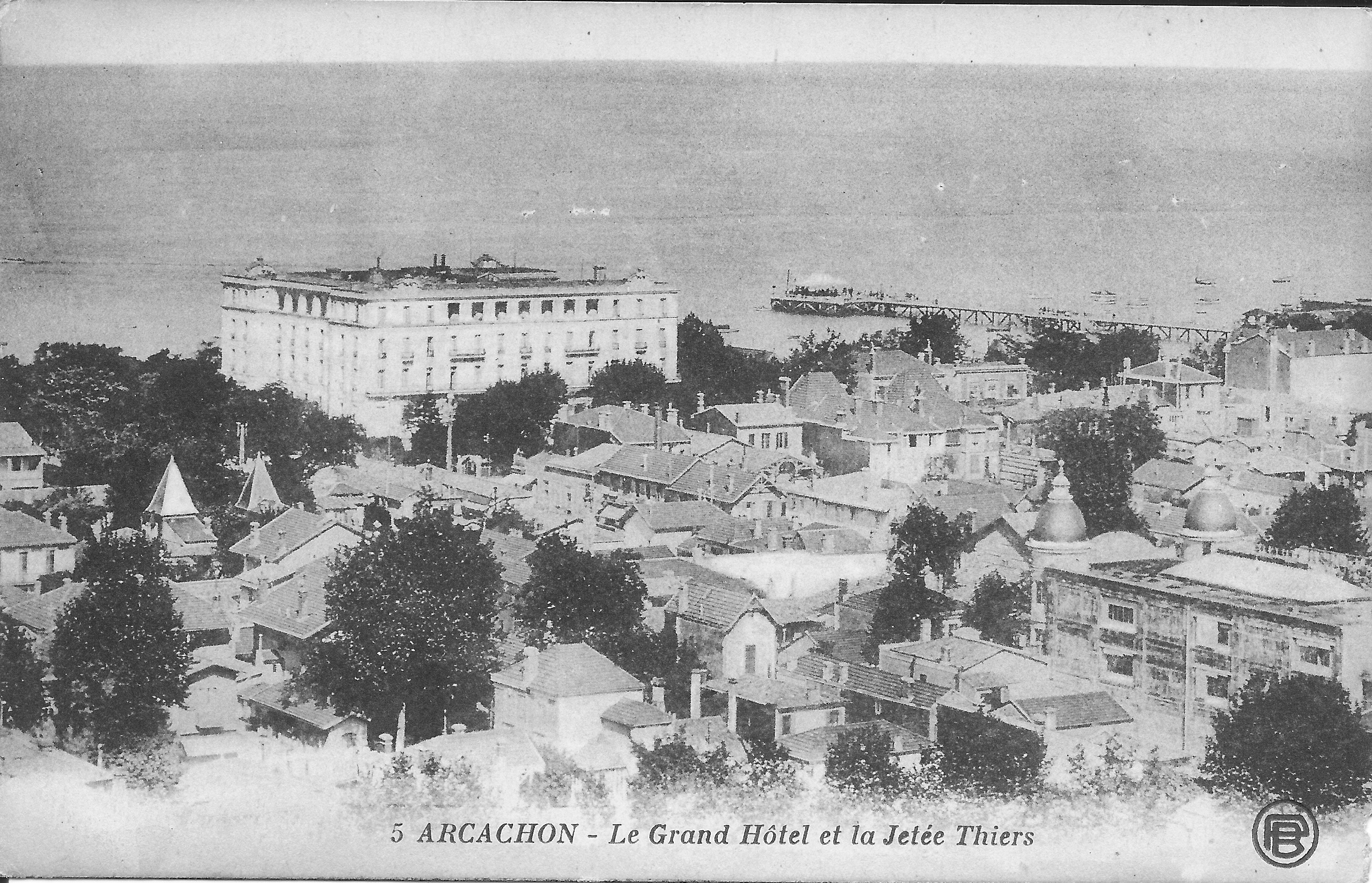
Le grand hôtel et la jetée Thiers.
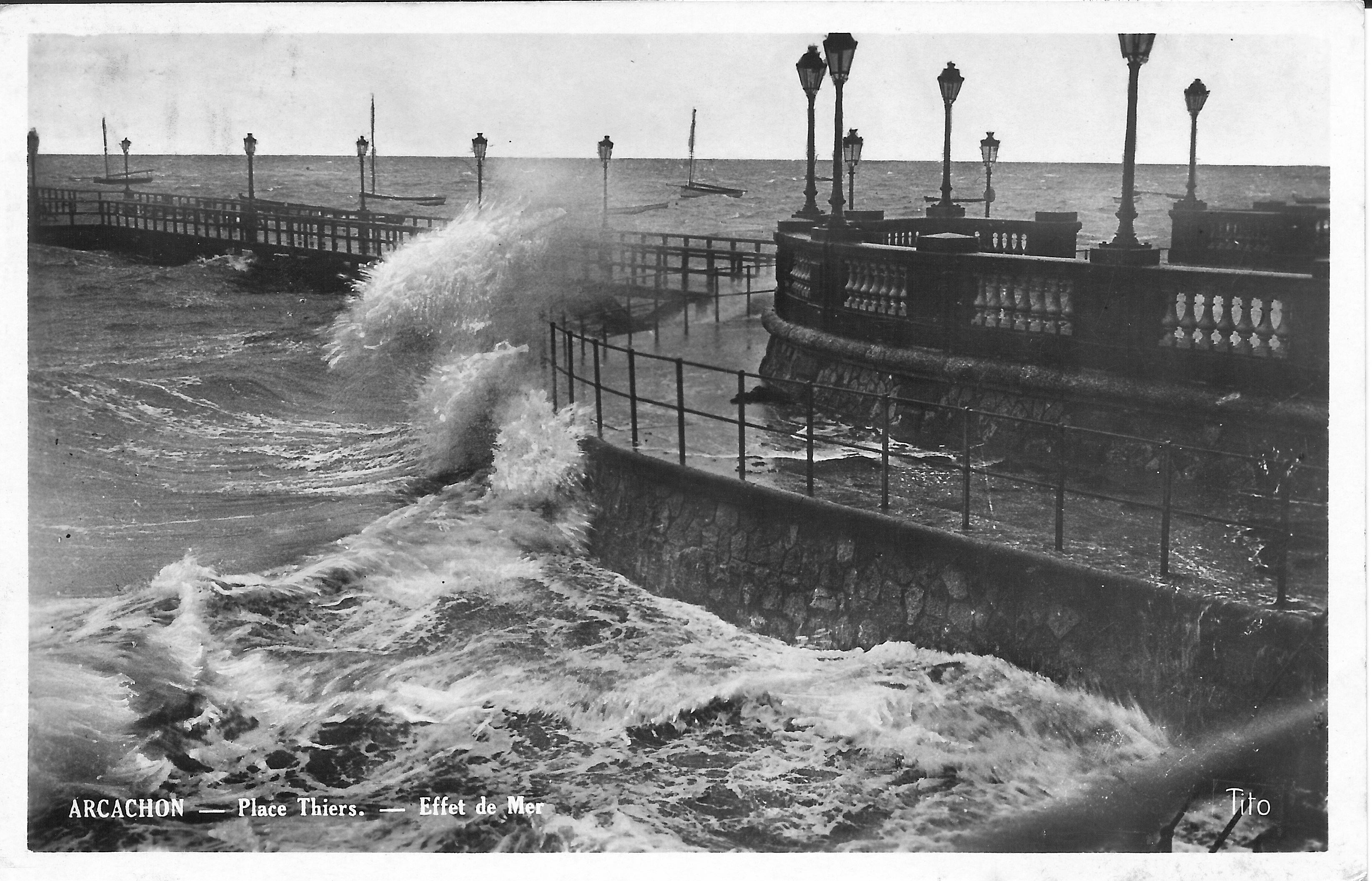
La jetée Thiers.
Baignade en 1932.
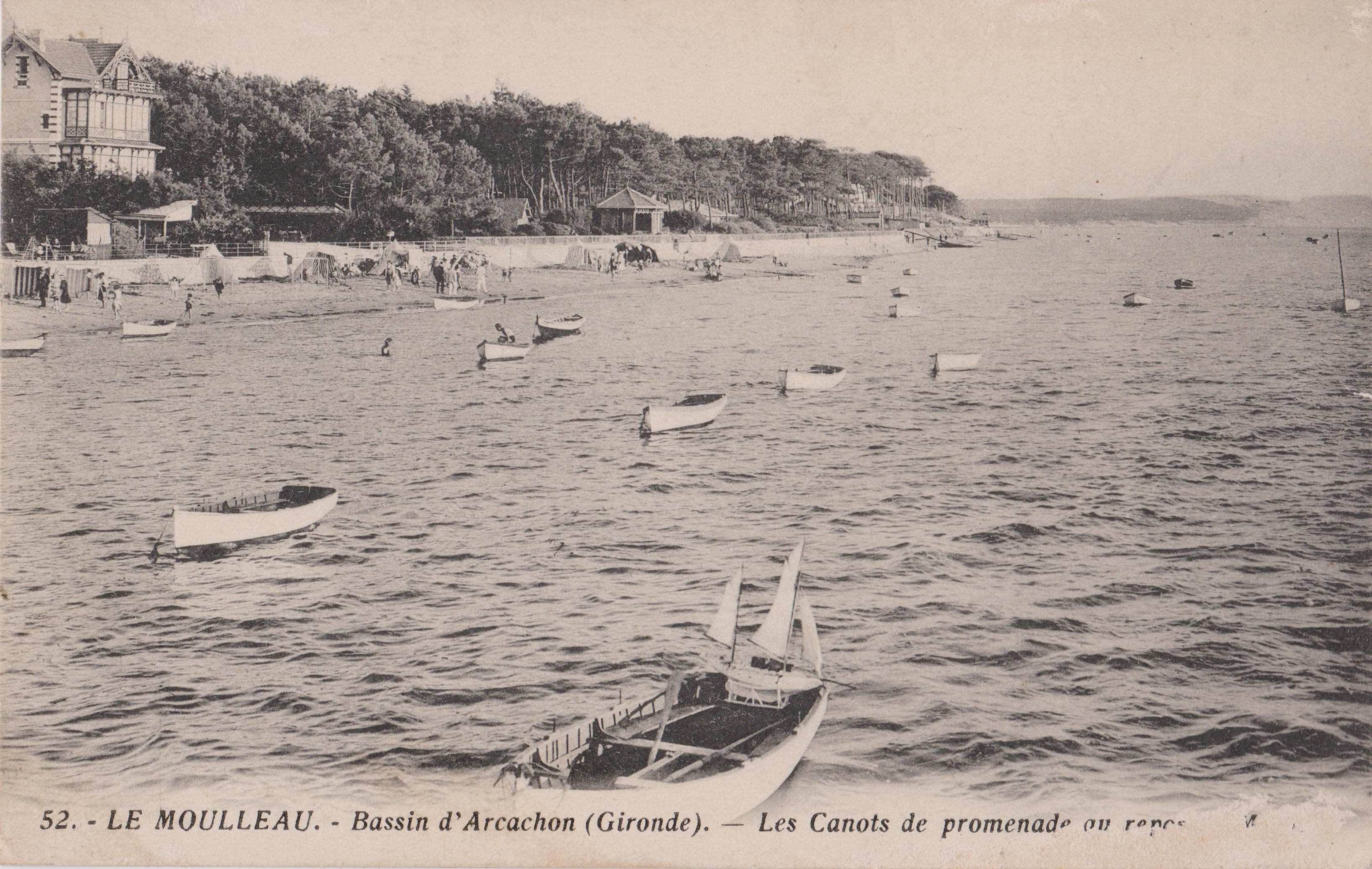
Canots au Moulleau.
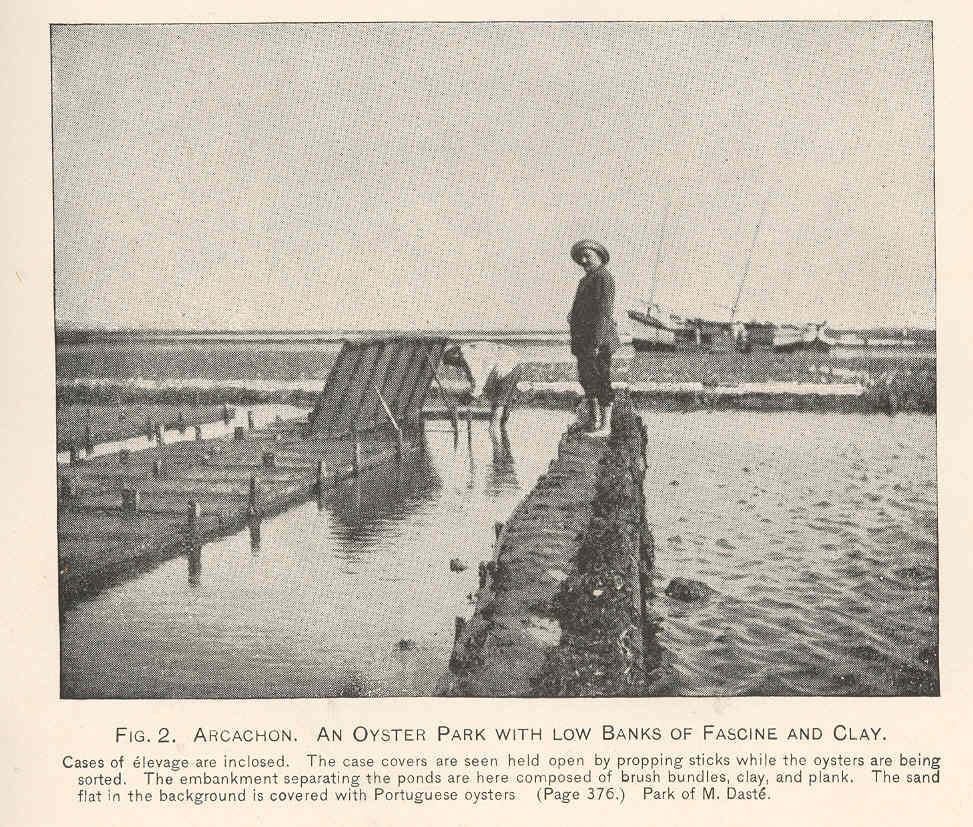
Parc à huitres.
Pins.
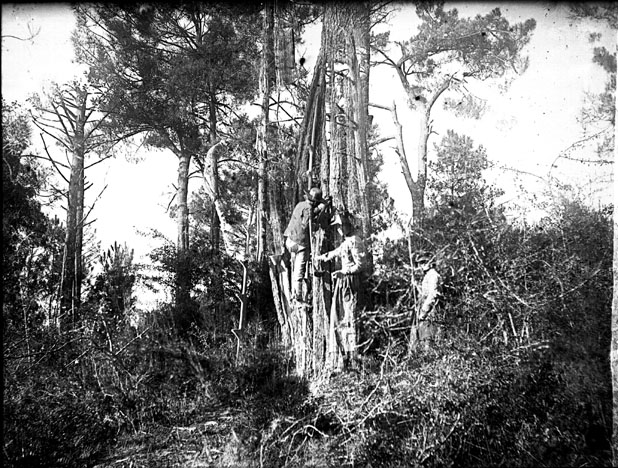
Récolte de résine en 1890.
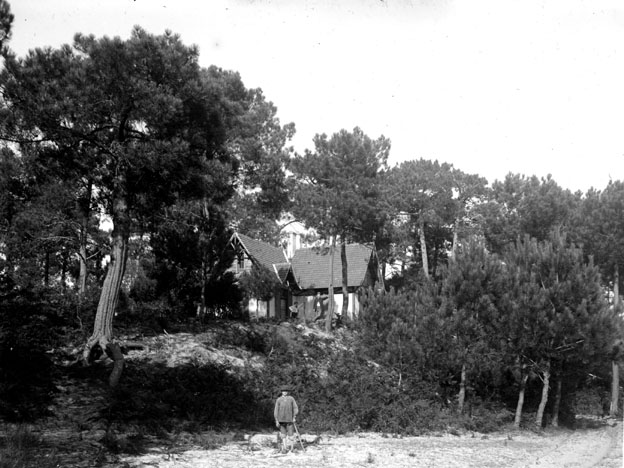
Rendez-vous de chasse.

### LeXXesiècle
Durant la Seconde Guerre mondiale, l'occupant allemand y fait stationner le 950e régiment hindou en garnison. Plusieurs résistants arcachonnais se distinguent, comme Léon Cigarroa, directeur de la succursale de la Banque de France, qui mourut lors de son transfert vers Dachau à bord du « Train fantôme »,, Marie Bartette, mercière déportée à Ravensbrück, le lieutenant Robert Duchez, futur maire-adjoint d'Arcachon, et Léo Neveu, photographe mort en 1944 lors d'une attaque contre des Allemands.
La ville est libérée le 22 août 1944 par les FFI du bataillon d'Arcachon commandé par le capitaine Duchez.
En 2015, un blockhaus est découvert sous le parking de l'office de tourisme. D'une surface de 120 m2, il avait été construit en 1943. Accueillant une vingtaine de soldats, il servait de poste de commandement et permettait d'assurer les communications entre les portions du mur de l'Atlantique du bassin d'Arcachon. En 1946, il avait été enfoui.

## Politique et administration

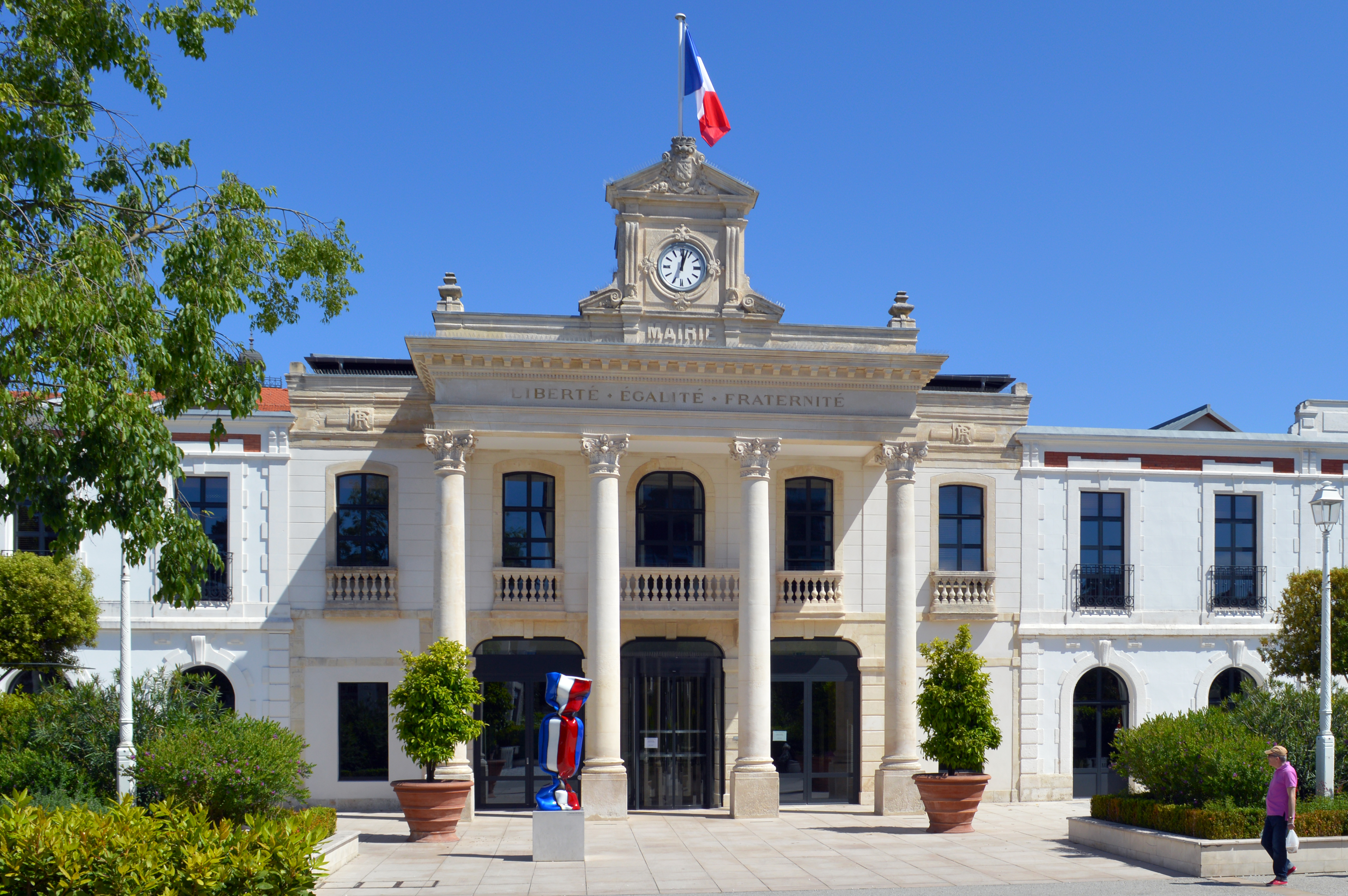
La mairie d'Arcachon, 2015.

### Liste des maires
| Période   | Période                   | Identité          | Étiquette                     | Qualité |
| --------- | ------------------------- | ----------------- | ----------------------------- | --- |
| mai 1945  | mars 1977                 | Lucien de Gracia  | RPF puis RS puis UNR puis UDR | Chef d'entreprise Sénateur de la Gironde (1948 → 1951) Député de la Gironde (1951 → 1955 et 1958 → 1962) Conseiller général d'Arcachon (1945 → 1967) |
| mars 1977 | mai 1985 (démission)      | Robert Fleury     | DVD puis UDF-PR               | Médecin biologiste Conseiller général d'Arcachon (1973 → 1979 et 1985 → 1998) |
| mai 1985  | mars 2001                 | Pierre Lataillade | RPR                           | Professeur d'anglais Député européen (1986 → 1994 et 1997 → 1999) Député de la Gironde (7e circ.) (1978 → 1981) Conseiller général d'Arcachon (1979 → 1985) |
| mars 2001 | En cours (au 26 mai 2020) | Yves Foulon       | RPR puis UMP-LR               | Avocat Député de la Gironde (8e circ.) (2012 → 2017) Conseiller régional de Nouvelle-Aquitaine (2021 → ) Conseiller général d'Arcachon (1998 → 2012) Président de la CA Bassin d'Arcachon Sud (2008 → 2012) 2e vice-président de la CA Bassin d'Arcachon Sud (2020 → ) Président du SIBA (2020 → ) Réélu pour le mandat 2020-2026 |

Un décret du 6 décembre 2006 (Journal officiel du 8 décembre 2006) a créé un arrondissement d'Arcachon comprenant les cantons d'Arcachon, d'Audenge, de Belin-Béliet et de La Teste-de-Buch. Son chef-lieu est fixé à Arcachon.

### Jumelages
| Goslar Aveiro Gardone Riviera Pescara |

| Amherst (Massachusetts) |

## Population et société

### Démographie
Les habitants sont appelés les Arcachonnais.

#### Évolution démographique
L'évolution du nombre d'habitants est connue à travers les recensements de la population effectués dans la commune depuis 1861. Pour les communes de plus de 10 000 habitants les recensements ont lieu chaque année à la suite d'une enquête par sondage auprès d'un échantillon d'adresses représentant 8 % de leurs logements, contrairement aux autres communes qui ont un recensement réel tous les cinq ans,.

En 2022, la commune comptait 10 895 habitants, en évolution de −2,03 % par rapport à 2016 (Gironde : +6,91 %, France hors Mayotte : +2,11 %).
| 1861 | 1866  | 1872  | 1876  | 1881  | 1886  | 1891  | 1896  | 1901  |
| ---- | ----- | ----- | ----- | ----- | ----- | ----- | ----- | ----- |
| 736  | 2 065 | 3 696 | 4 981 | 7 133 | 8 102 | 7 910 | 8 221 | 8 259 |

| 1906  | 1911   | 1921   | 1926   | 1931   | 1936   | 1946   | 1954   | 1962   |
| ----- | ------ | ------ | ------ | ------ | ------ | ------ | ------ | ------ |
| 9 279 | 10 266 | 10 634 | 12 261 | 13 135 | 13 102 | 14 603 | 14 985 | 14 862 |

| 1968   | 1975   | 1982   | 1990   | 1999   | 2006   | 2011   | 2016   | 2021   |
| ------ | ------ | ------ | ------ | ------ | ------ | ------ | ------ | ------ |
| 14 986 | 13 892 | 13 293 | 11 770 | 11 454 | 12 153 | 10 776 | 11 121 | 11 259 |

| 2022   | - | - | - | - | - | - | - | - |
| ------ | - | - | - | - | - | - | - | - |
| 10 895 | - | - | - | - | - | - | - | - |

#### Pyramide des âges
La population de la commune est relativement âgée.
En 2018, le taux de personnes d'un âge inférieur à 30 ans s'élève à 17,0 %, soit en dessous de la moyenne départementale (35,9 %). À l'inverse, le taux de personnes d'âge supérieur à 60 ans est de 57,3 % la même année, alors qu'il est de 24,9 % au niveau départemental.
En 2018, la commune comptait 4 998 hommes pour 6 569 femmes, soit un taux de 56,79 % de femmes, largement supérieur au taux départemental (52,06 %).
Les pyramides des âges de la commune et du département s'établissent comme suit.
| Hommes | Classe d’âge | Femmes |
| ------ | ------------ | ------ |
| 2,9    | 90 ou +      | 7,3    |
| 22,2   | 75-89 ans    | 25,3   |
| 27,1   | 60-74 ans    | 28,7   |
| 17,8   | 45-59 ans    | 16,0   |
| 8,8    | 30-44 ans    | 8,9    |
| 11,8   | 15-29 ans    | 7,4    |
| 9,4    | 0-14 ans     | 6,5    |

| Hommes | Classe d’âge | Femmes |
| ------ | ------------ | ------ |
| 0,7    | 90 ou +      | 1,9    |
| 6,7    | 75-89 ans    | 8,9    |
| 15,7   | 60-74 ans    | 16,8   |
| 19,9   | 45-59 ans    | 19,3   |
| 19,9   | 30-44 ans    | 19,2   |
| 19,4   | 15-29 ans    | 18,1   |
| 17,7   | 0-14 ans     | 15,8   |

### Manifestations culturelles et festivités
Chaque année a lieu un concours international de piano, créé par Véronique Bonnecaze.
Depuis 2001 a lieu en juillet le festival de musique Arcachon en scènes,.

## Économie

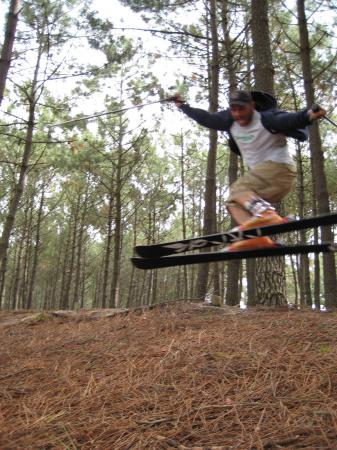
La pratique du ski moderne sur aiguilles de pins, localement appelées garbayes, a lieu sur le pare-feu d'une dune boisée de la Ville d'Hiver.

Station climatique et balnéaire, important port de pêche et de plaisance, pôle commercial, la ville est fréquentée chaque été par près de 90 000 estivants, et, hors saison certains week-ends, par près de 15 000 personnes. Elle a un taux de croissance parmi les plus élevés de la Gironde et du littoral aquitain (+ 1,2 % entre 1999 et 2007).
Arcachon est également une station de ski de 1938 à 1970, la neige étant remplacée par un tapis d'aiguilles de pin. La piste de la ville d'hiver a servi au slalom, à la descente et même au saut à ski. Chaque année, à partir de 1947, se courait sur la piste d’Arcachon la dernière compétition figurant sur le calendrier officiel de la Fédération française de ski au même titre que Chamonix ou Megève.
L'économie du bassin est principalement organisée autour de trois pôles :
- l'ostréiculture arcachonnaise dont l'essentiel de sa production est réalisé par la ville de Gujan-Mestras[77]. Les huitres d'Arcachon sont déjà connues de Rabelais. Mais l'organisation industrielle des parcs, dans l'île aux Oiseaux et dans la baie, date de 1849 ;
- le tourisme et les activités balnéaires, avec la plaisance et ses chantiers et ateliers comme le chantier naval Couach à Gujan-Mestras ;
- l'industrie papetière, avec notamment l'usine de papier Smurfit, située à Facture-Biganos.

## Enseignement
Les établissements scolaires d'Arcachon sont :
Public
- Écoles maternelles (Les Abatilles, Les Mouettes, Jeanne-d’Arc)
- Écoles élémentaires (Les Abatilles, Les Mouettes, Paul-Bert)
- École primaire (Le Moulleau)
- Collège Marie-Bartette
- Lycée Grand-Air (général)
- Lycée Condorcet (professionnel)
- Centre de formation des apprentis

Privé sous contrat
- École Saint-Thomas
- Collège et lycée Saint-Elme, créé en 1872 par le père Baudrand[79],[80].

## Culture locale et patrimoine

### Lieux et monuments

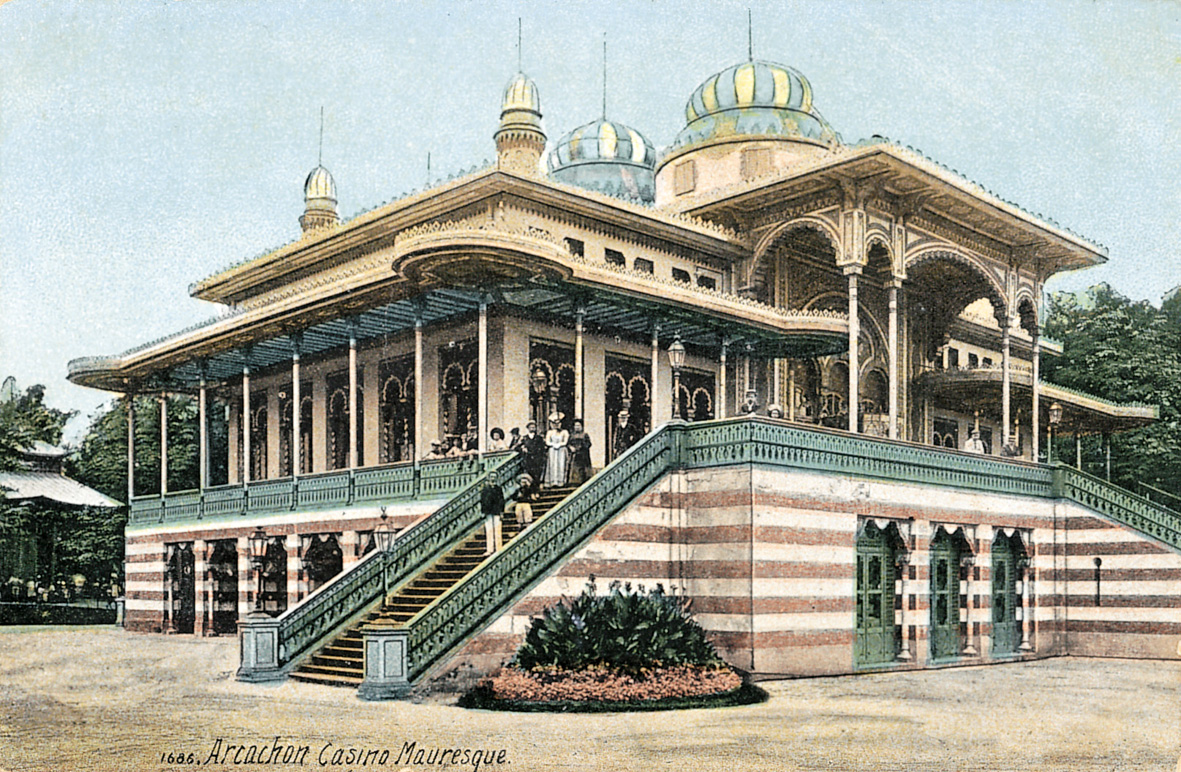
Casino Mauresque (détruit).

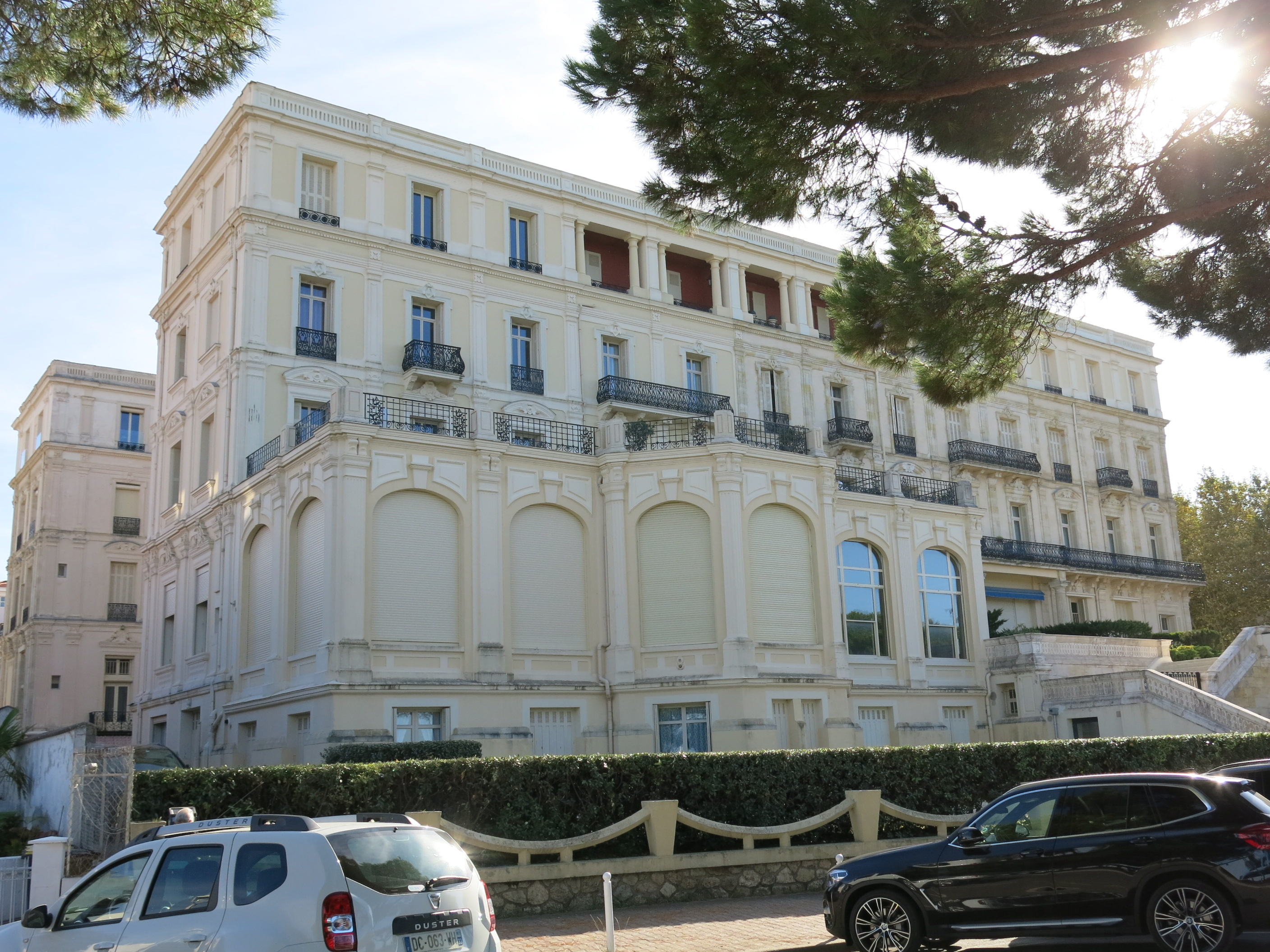
L'ancien Grand-Hôtel.

- La villa Teresa ou hôtel Semiramis dans la Ville d'Hiver fait l’objet d’une inscription au titre des monuments historiques depuis le 18 mars 1980[81] ; repris à un spéculateur, cet hôtel acheté en ruine a été rénové par Arlette et Denis Baures.
- Le Grand-Hôtel d'Arcachon : inauguré en 1866 sur les plans de Paul Régnauld et Eugène Ormières, au croisement de l'actuel boulevard de la Plage et de la rue du Maréchal-de-Lattre-de-Tassigny, il s'agit d'un hôtel de luxe de 150 chambres. Il dispose d'installations de standing (hall de 10 mètres de haut, jardin d'hiver face à la mer, tennis, vaste terrasse) et, au fur et à mesure d'un équipement moderne (électricité, ascenseurs). Sissi et la reine déchue de Madagascar Ranavalona III comptèrent parmi ses clientes. Détruit par un incendie en 1906, il est reconstruit et inauguré en 1910, sans pourtant retrouver sa splendeur passée. Contrairement à l'ancien bâtiment, le dernier étage est organisé en loggias et la salle à manger donnant sur la mer est prolongée par la terrasse. Il est transformé en hôpital complémentaire durant la Première Guerre mondiale, réquisitionné par les services de santé de l'armée française durant la Seconde, en 1939, puis occupé par les Allemands. L'hôtel reprend son activité après la guerre puis ferme en 1955, avant d'être divisé en appartements. On parle désormais de la « résidence Carnot »[82],[83],[84].
- La basilique Notre-Dame d'Arcachon, construite de 1851 à 1861.
- La chapelle des Marins est une chapelle catholique dont les murs sont couverts d'ex-votos, dons des marins sauvés des eaux.
- L'Église Saint-Ferdinand d'Arcachon.
- L'église Notre-Dame-des-Passes, construite en 1863, est située dans le quartier du Moulleau.
- L'église Saint-Louis des Abatilles.
- La chapelle Sainte-Jeanne-d'Arc d'Arcachon.
- Le temple protestant d'Arcachon, construit en 1875. À l'origine, il s'agit d'une chapelle anglicane dédiée à saint Thomas. En 1974, elle devient un temple réformé. Elle est située place Fléming dans la Ville d'Hiver[85].
- La synagogue d'Arcachon, construite en 1877, est située 36 avenue Gambetta[86].

- Le cimetière d'Arcachon.

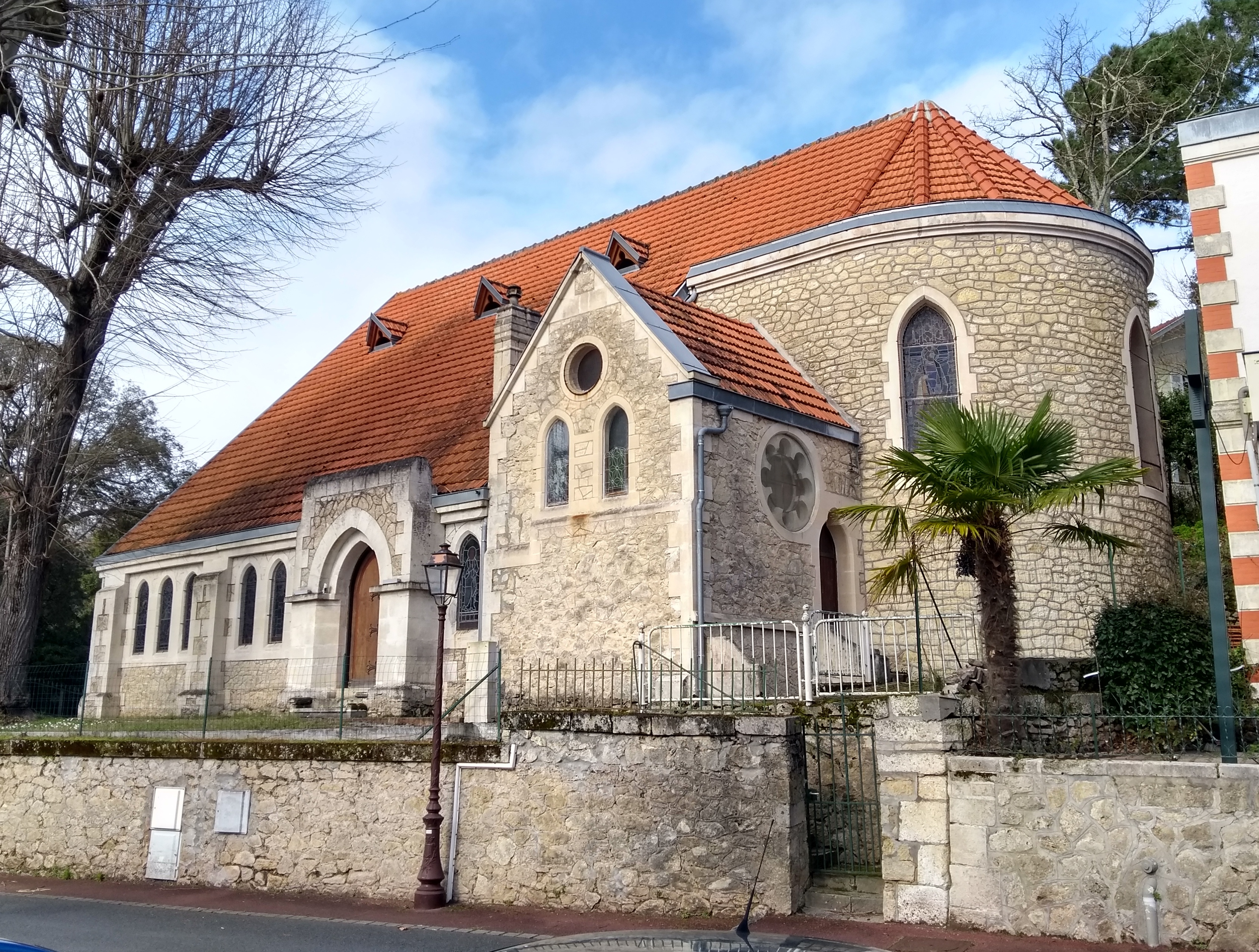
Le temple protestant d'Arcachon.

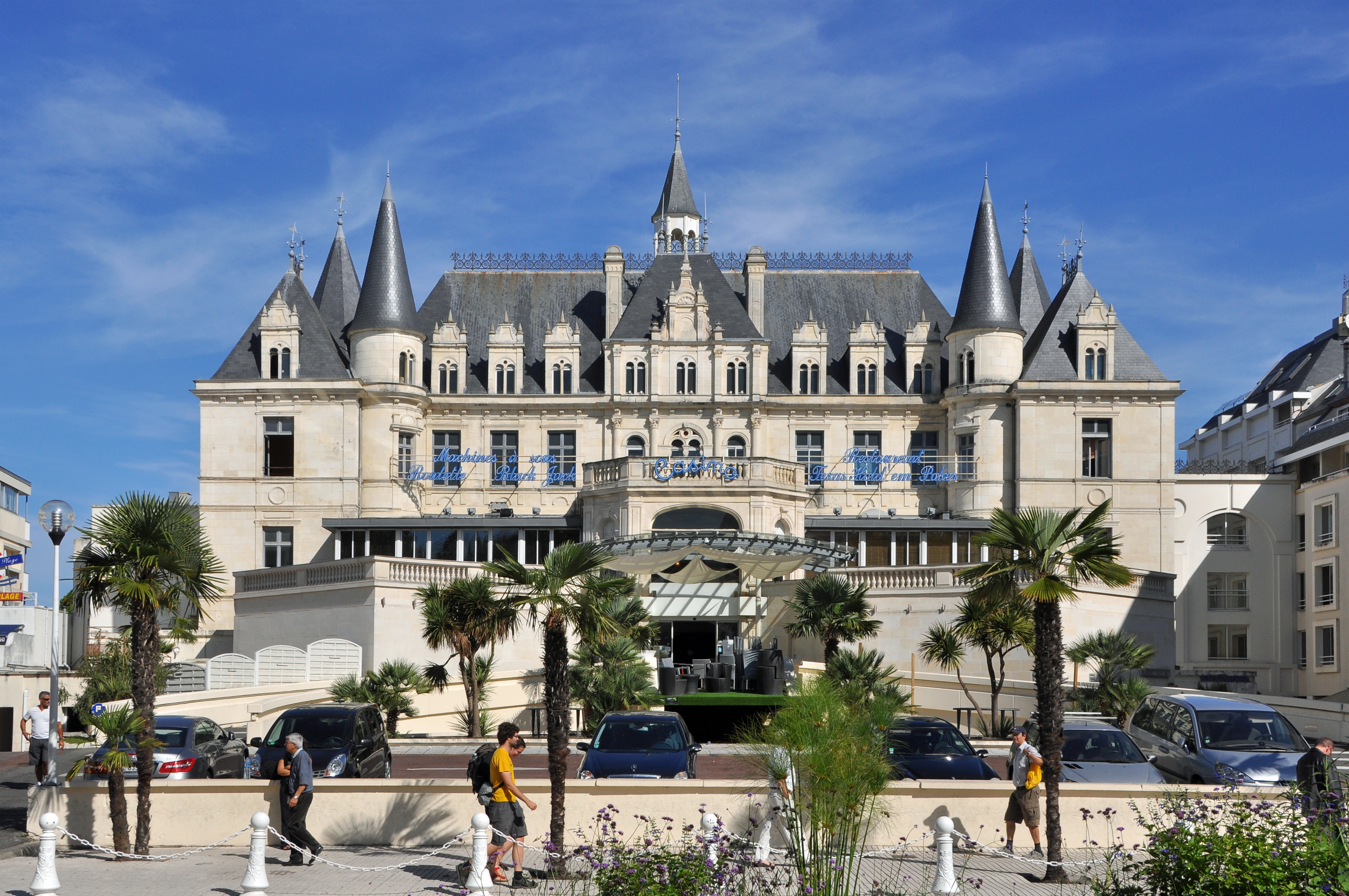
Château Deganne.

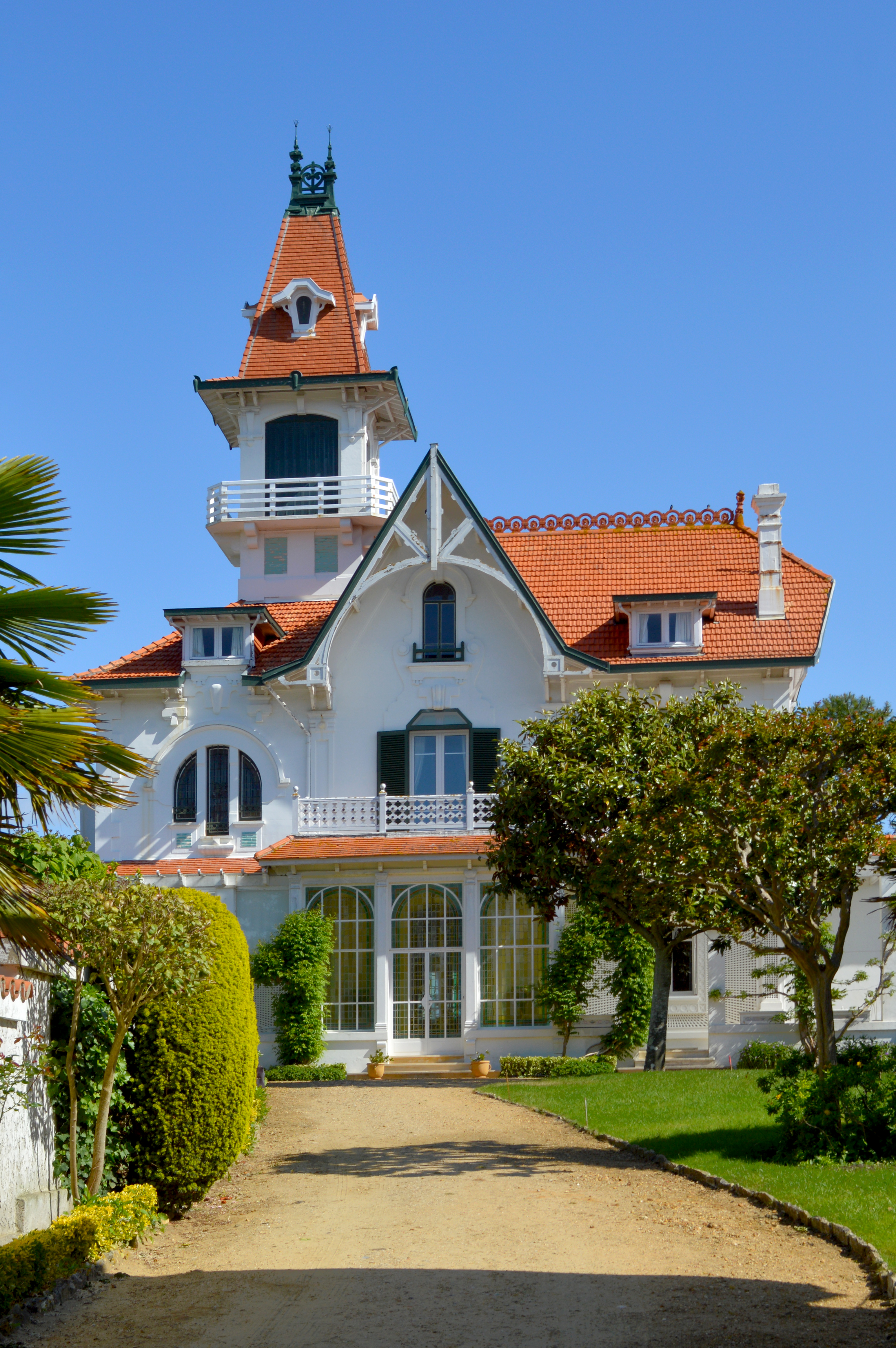
La villa Saint-Yves est un chalet arcachonnais avec belvédère haut de 23 m, et oriel en rez-de-chaussée servant de support à une terrasse à l'étage.

- Le monument aux morts d'Arcachon d'inspiration pacifiste, dominé par une Victoire, présente des sculptures de pleureuses, d'un résinier d'une ostréicultrice du bassin et des inscriptions pacifistes dont PAX - LABOR (Paix - Travail).
- L'observatoire Sainte-Cécile est un belvédère métallique de 25 m de hauteur construit en 1863 par Paul Régnauld, assisté de Gustave Eiffel, qui surplombe la ville et offre un point de vue sur le bassin.
- La jetée Thiers est construite en 1903 à la place d'un belvédère érigé en 1880. Elle porte le nom du président de la République Adolphe Thiers. Des fêtes nautiques s'y déroulent, notamment celle du 15 août. En août 1944, elle est détruite par les Allemands puis reconstruite en 1946. De nouveau détruite en 2003, elle est inaugurée en 2004. Elle est le point de départ des navettes qui permettent de traverser le bassin[88].

### Patrimoine culturel
- Le château Deganne, datant de 1853, abrite le casino de la plage.
- Le musée-aquarium d'Arcachon, géré par la Société scientifique d'Arcachon, fondée en 1863[89],[90],, qui a fermé fin octobre 2020[91].
- Arcachon possède plus d’une dizaine d'œuvres du sculpteur Claude Bouscau, dont l'Héraclès du parc Mauresque et la Croix Péris en mer.
- Salle de spectacle Olympia (1000 places)

### Patrimoine naturel
- Le bassin d'Arcachon est un site maritime quasi-clos en forme d'anse que borde la dune du Pilat, agréable mais relativement difficile d'accès aux embarcations.
- Le port de pêche et le port de plaisance d'Arcachon sont inaugurés respectivement le 15 août 1958 et le 11 mai 1968[92]. Comptant 2 600 places à flot et 600 corps-morts, c'est le deuxième plus grand port de plaisance de la façade atlantique après celui de La Rochelle[93]. Il a été le point de départ de la course au large en solitaire du Figaro à six reprises en 1982, 1987, 1992, 1995, 1997 et 2000. Le port a été le premier a s'opposer à la location de bateaux entre particuliers, et tout particulièrement à SamBoat[réf. souhaitée].
- La plage Pereire est aménagée avec des jardins maritimes, des pelouses, des promenades et des pistes cyclables qui conduisent jusqu'au quartier du Moulleau.

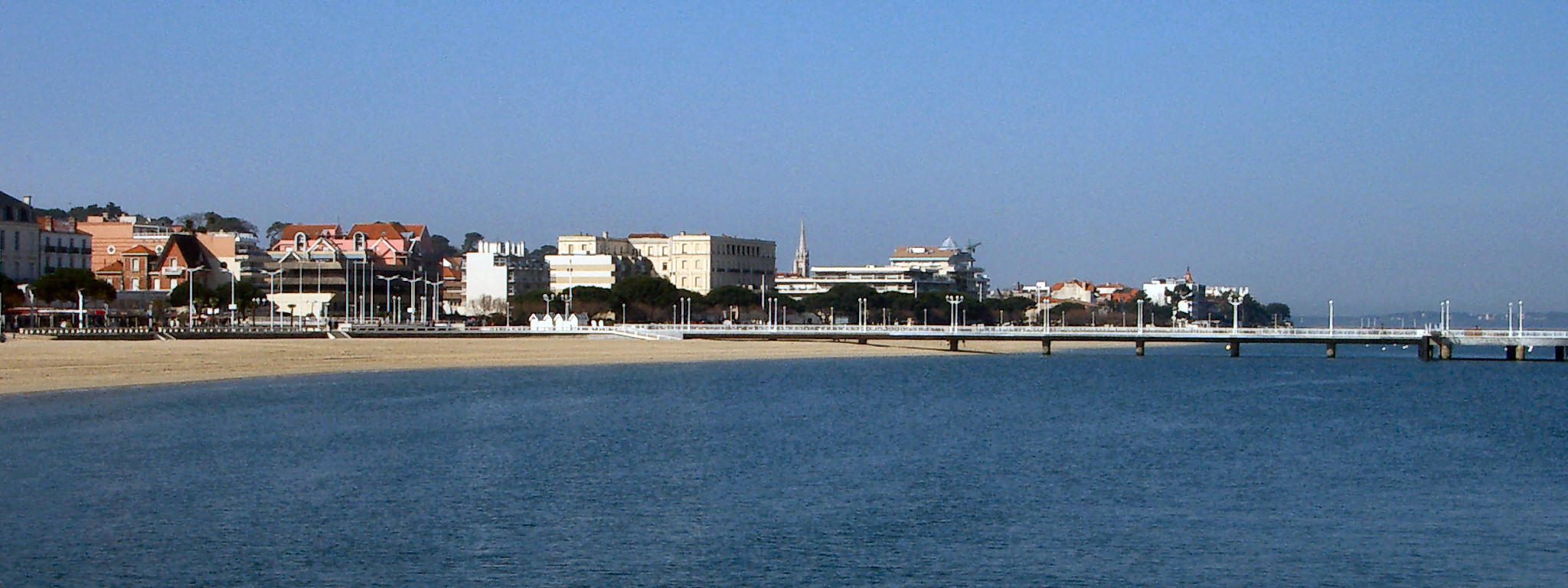
Vue d'ensemble de la plage, de la jetée Thiers et d'une partie d'Arcachon.
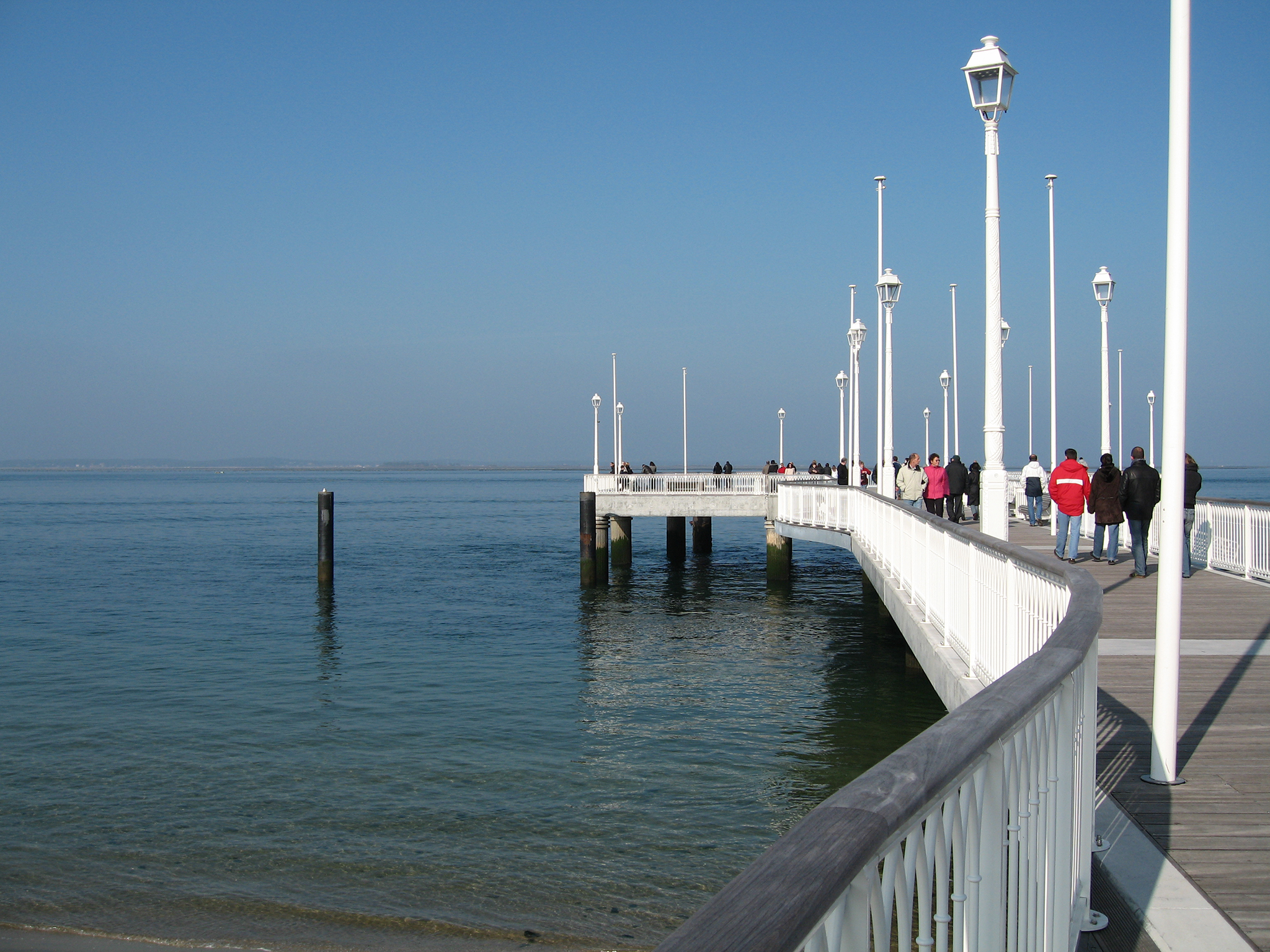
Jetée Thiers, côté ouest.
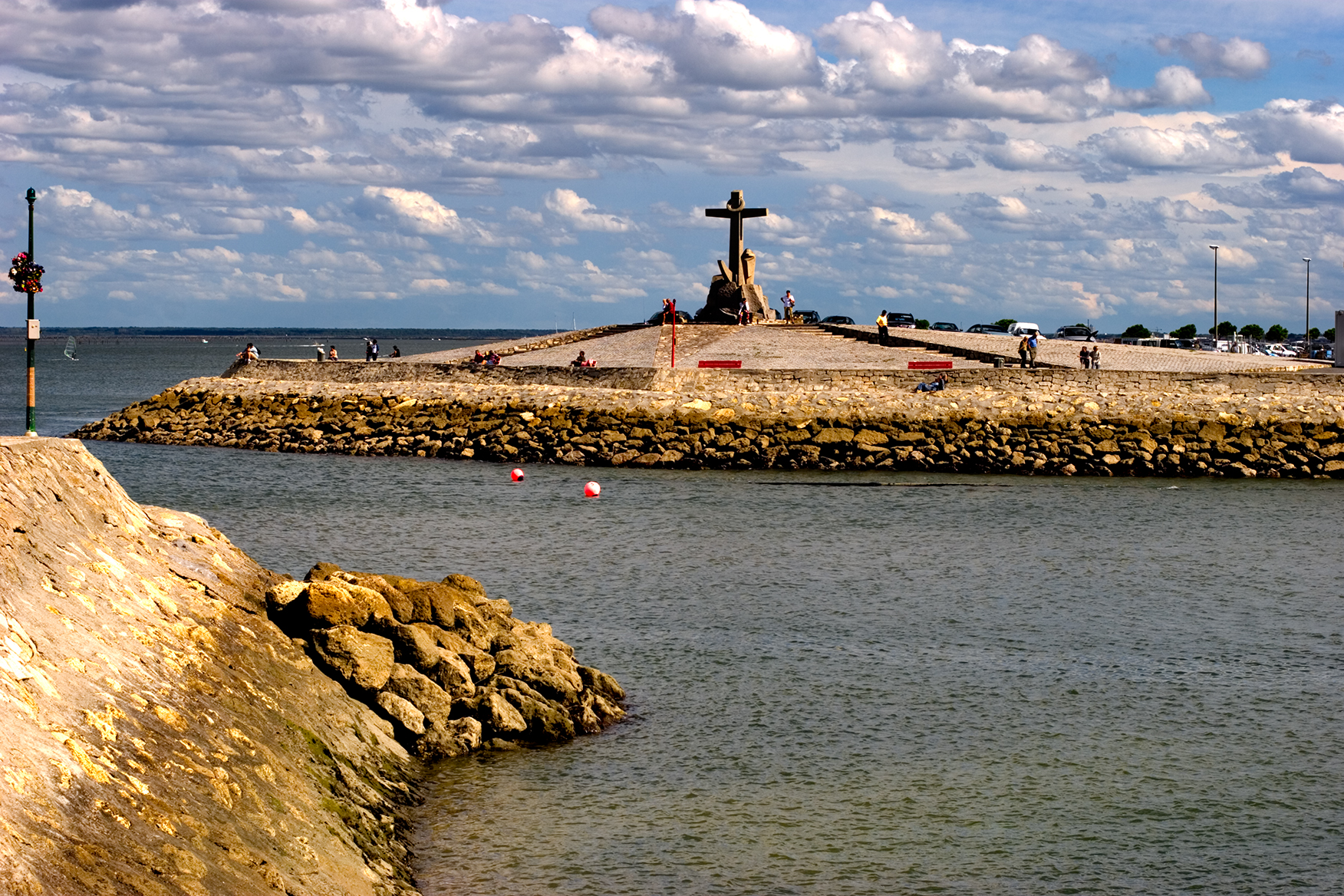
Monument aux marins péris en mer, œuvre de Claude Bouscau érigée en 1968 au bout du môle[Note 14].
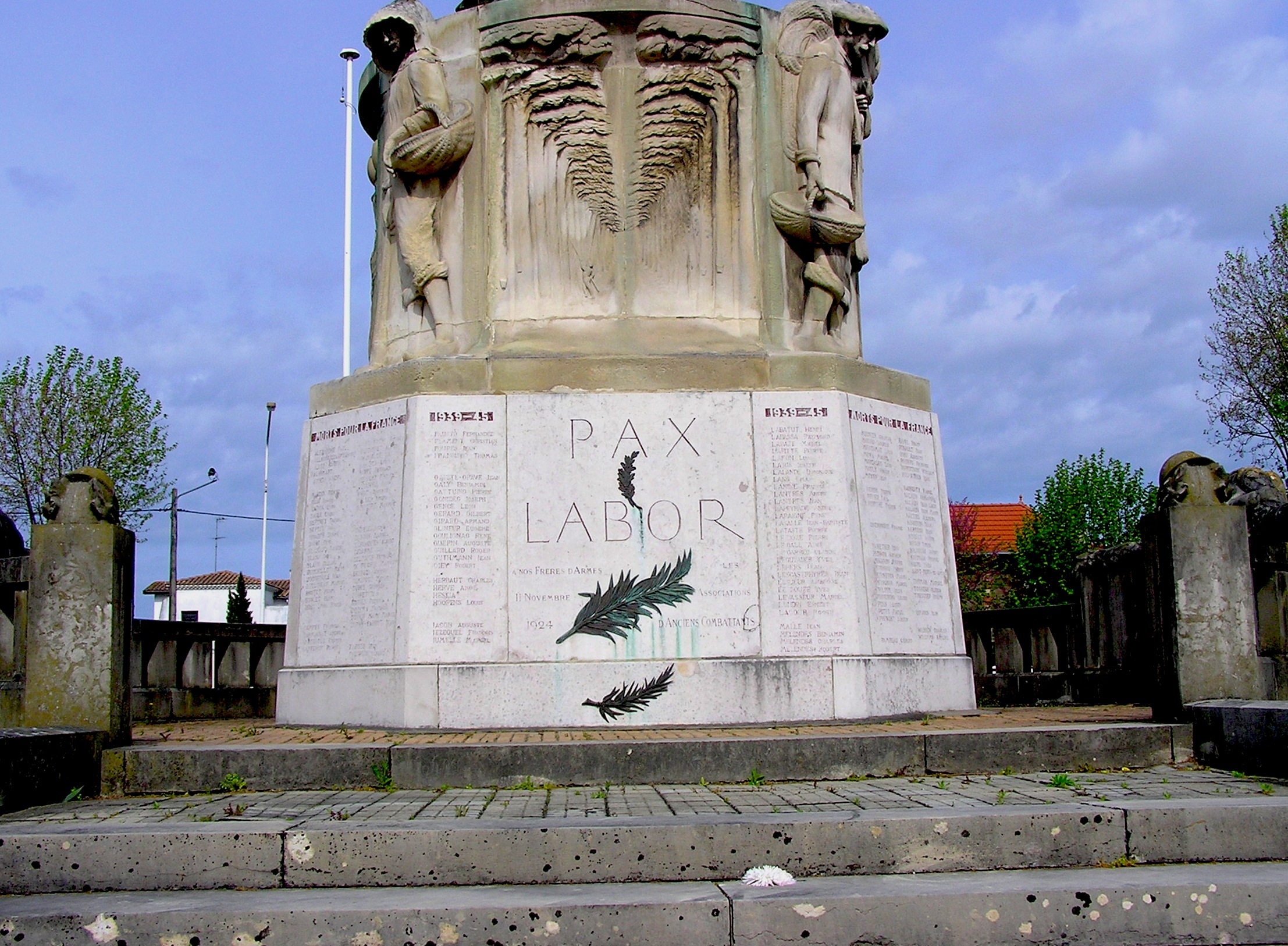
Monument aux morts : Paix et Travail.
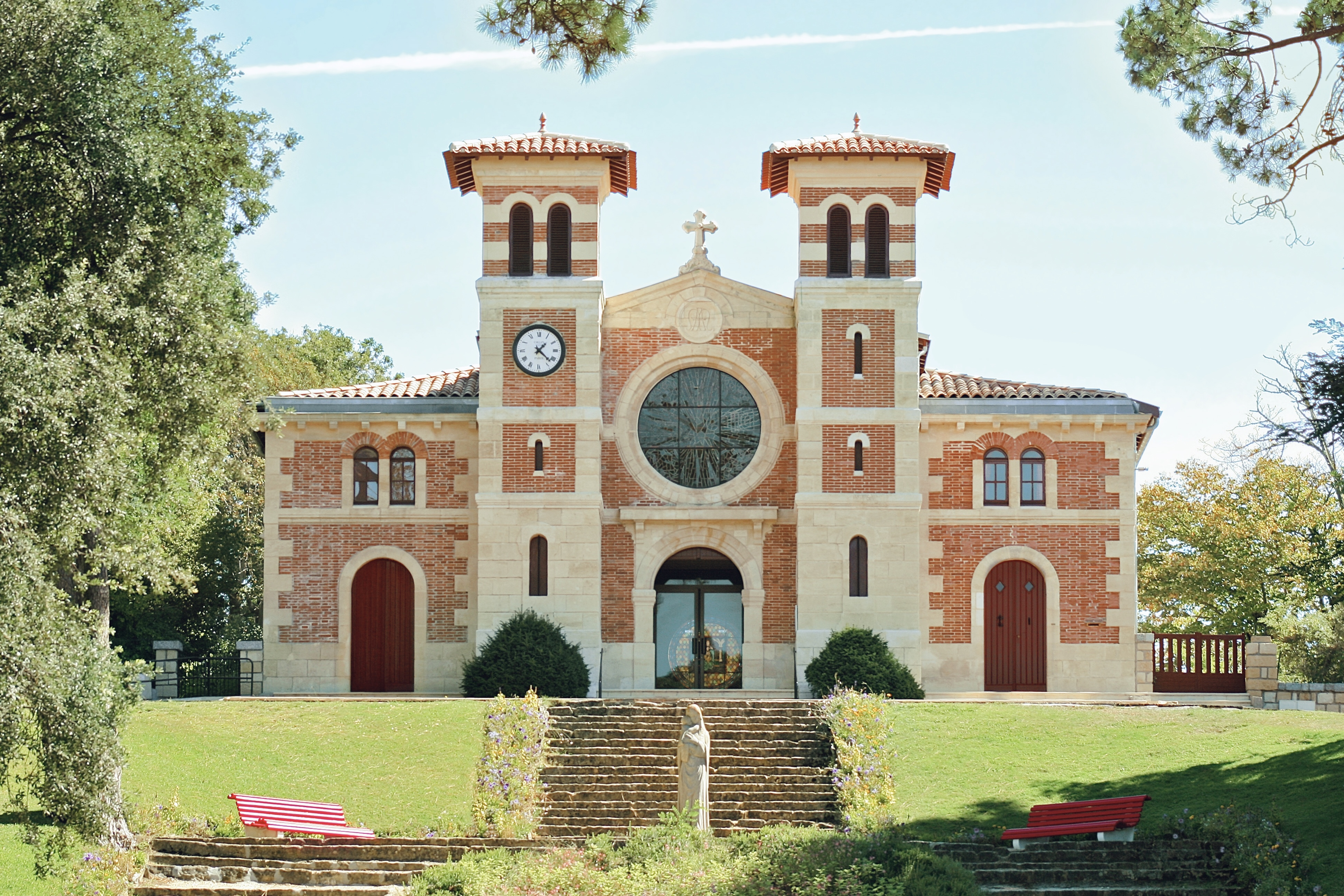
Église Notre-Dame-des-Passes.
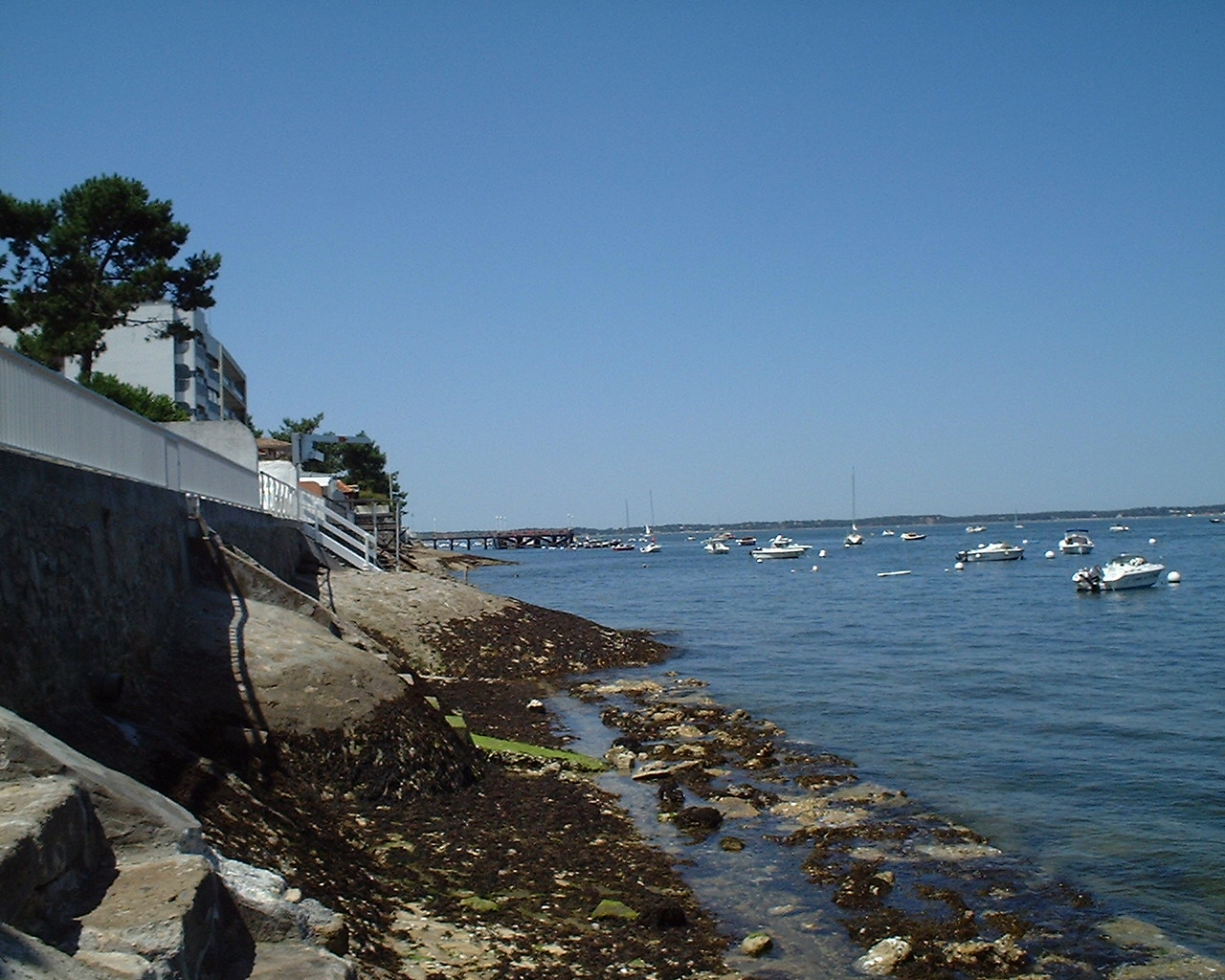
Quartier Est au bord du bassin d'Arcachon.

### Personnalités liées à la commune
(Par ordre alphabétique) :
- Marie Bartette, résistante française. Propriétaire à Arcachon de la petite mercerie « Au bonheur des dames », elle refuse la défaite de juin 1940, est à l'origine du premier groupe de l'O.C.M. (Organisation civile et militaire) d'Arcachon et a des responsabilités au sein du réseau Jove (renseignement et filières d'évasions). Dans la nuit du 31 décembre 1940 au 1er janvier 1941, elle est de ceux qui inondent les rues d'Arcachon de plusieurs milliers de croix de Lorraine découpées dans du papier. Arrêtée le 30 juin 1944 et interrogée par la Gestapo, elle ne parle pas. Déportée à Dachau puis à Ravensbruck, elle est libérée par l'Armée rouge le 30 avril 1945.
- Danielle Bonel, actrice française, secrétaire et confidente de la chanteuse Édith Piaf, née à Arcachon en 1919 et décédée en 2012.
- Claude Bouscau, Premier Grand Prix de Rome 1935, est un sculpteur né à Arcachon le 15 mai 1909 et décédé à Paris en 1985. La ville possède une douzaine d'œuvres représentatives réparties dans toute la ville.
- Gabriele D'Annunzio s'installa au Moulleau de 1910 à 1915. Il y écrivit certaines de ses plus belles œuvres dont la pièce Le Martyre de Saint-Sébastien et La Contemplation de la mort. Un buste à son honneur, dû au sculpteur Nicola D'Antino, y a été inauguré le 5 octobre 1958, volé en 1992, il a été remplacé[95].
- Adalbert Deganne, ancien maire d'Arcachon, né à Vertus le 20 octobre 1817.
- Sylvain Dornon, boulanger arcachonnais.
- Roger-Henri Expert, né le 18 avril 1882 à Arcachon, mort à Cérons (Gironde) le 13 avril 1955, est un architecte français. En 1926, il dessinera les plans de cinq villas à la limite du quartier du Moulleau et du Pyla-sur-Mer (commune de La Teste). Il repose au cimetière d'Arcachon[96].
- William Exshaw (1866-1927), marin britannique né à Arcachon, double champion olympique en 1900, avec des coéquipiers français.
- Valentine Haussmann, maîtresse de Napoléon III, née à Bordeaux le 1er décembre 1843, décédée à Arcachon le 3 avril 1901.
- Virginie Hériot, vicomtesse et navigatrice française née au Vésinet (Yvelines) le 26 juillet 1890 et morte à Arcachon le 28 août 1932.
- Hélène Honnorat, romancière.
- Patrice Lagisquet, né le 4 septembre 1962 à Arcachon, joueur de rugby à XV français
- Kévin Lasserre, né le 11 août 1998 à Arcachon, champion de sauvetage sportif
- Roger Lerou, né le 22 avril 1890 à Arcachon et mort le 7 mai 1979 joueur de rugby à XV français devenu ensuite dirigeant de rugby à XV.
- Antonin Magne, cycliste sur route français y est décédé.
- Jean Michelet, maçon arcachonnais ayant inventé en 1865 la technique du chaulage très employée dans le cadre de l'ostréiculture.
- Jean-François-Xavier Mouls fut le premier curé d'Arcachon, il est considéré comme un des pères fondateurs de la ville[97].
- Guillaume Nouaux, né le 30 juillet 1976 à Arcachon, batteur, auteur, compositeur et chef d'orchestre de jazz plusieurs fois primé par l'Académie du jazz et par le Hot Club de France, il s'est produit avec de nombreux artistes sur les scènes du monde entier.
- Les frères Émile et Isaac Pereire, banquiers à l'origine de la Ville d'Hiver avec leur neveu Paul Régnauld.
- Jean Périsson, chef d'orchestre, né à Arcachon en 1924.
- Le général Armand Pinsard (1887-1953), pilote as de la Première Guerre mondiale, est enterré au cimetière d'Arcachon (carré 15).
- Jacques Rigaud est enterré au cimetière d'Arcachon.
- Jacques Séverac né à Arcachon (1901-1981), acteur, scénariste et réalisateur de cinéma.
- Charles-Alexandre Thirion, ingénieur, décédé à Arcachon en 1901.
- Charles Tournemire (1870-1939), organiste et compositeur français, décédé et enterré à Arcachon.
- Pascal Touron, rameur français, né à Arcachon en 1973.

### Arcachon dans la littérature (romans)
- Frederic Fappani von Lothringen, L'extraordinaire créature du bassin d'Arcachon, Perpignan, Editions Harmattan, 2020, 112 p. (ISBN 978-2-908476-55-2) : L'intégralité de ce roman historique se déroule dans le bassin d'Arcachon et passe sur des lieux historiques. On doit la couverture qui représente le bassin à Thierry Mordant. Il est bien connu des philatélistes et de quelques arcachonnais pour avoir fait de nombreux timbres liés à la mer et à Monaco, mais surtout pour avoir dessiné le timbre des 150 ans du bassin d'Arcachon. L'auteur Frédéric Fappani von Lothringen a vécu enfant à Arcachon[98],[99]
- Karine Denis, Du Bassin d'Arcachon à l'ile de Santorin, La nymphe des Mer, 2019
- François Veillon, Avis de tempête sur le bassin d'Arcachon, Le lys Bleu, 2019
- Daniel Lamarque, L'affaire Hippocampus: Enquête criminelle à Arcachon,, Déhel, 2018
- Chantal Thomas, Souvenirs de la marée basse, Seuil, 2017
- Françoise Monnier, Fumeuse, Confluences, 2016
- Karine Denis, Des galets bleus au Bassin d'Arcachon, La nymphe des Mer, 2013
- Joël Dupuch, Sur la vague du bonheur, Michel Lafont, 2012
- Marie-Francoise Raillard,, La Sainte Raingarde, 2012
- Françoise Cottin, La chèvre d'or,, Confluences, 2011
- Jeanne Faivre d'Arcier, Les passagers du roi de Rome, Éditions du Rocher, 2009
- François Darnaudet, Les ports ont tous la même eau, Perpignan, Mare nostrum, coll. « Polars catalans », 2007, 271 p. (ISBN 978-2-908476-55-2) Une part importante du roman se déroule dans le bassin d'Arcachon.
- Bernard Cherrier, Fond de Bassin, Aubéron, 1998 (ISBN 2-908650-26-6)
- Christiane Angibous-Esnault, Objectif Dune sur le Bassin d'Arcachon, ArkéoTopia éditions, 2025, 228 p. (ISBN 978-2-4875-6702-3) : Ce roman de science pour la jeunesse se déroulant sur le Bassin d'Arcachon mêle aventure, poésie et découverte afin de faire découvrir une dimension de l'archéologie, celle des archéologues bénévoles[100] aux travers des recherches d'une figure du Bassin d'Arcachon en la personne de Philippe Jacques[101]. Le roman présente divers lieux patrimoniaux d'Arcachon : l'historique de  de la passerelle Saint-Paul et de l'observatoire Sainte-Cécile en ville d'Hiver, celui du musée-aquarium, de la fontaine de la source des Abatilles ainsi que des anecdotes sur des activités locales comme le ski sur aiguilles de pins. Un livret documentaire illustré complète l’histoire afin de permettre aux lecteurs de distinguer le vrai du faux.

### Philatélie
Un timbre postal, d'une valeur de 0,30 franc, représentant le bassin a été émis le 7 octobre 1961 avec une oblitération Premier jour à Arcachon.
Un second timbre, d'une valeur de 54 centimes d'euros, a été émis pour les 150 ans de la station balnéaire du bassin. Le premier jour de ce timbre était le 15 mai 2007. En premier plan du timbre figure une pinasse, le bateau traditionnel du bassin. Ce timbre a été dessiné par Thierry Mordant.

### Héraldique, drapeau et devise

#### Blason
| Armes | Les armes d'Arcachon se blasonnent ainsi : Tranché, au premier d'azur au pin arraché au naturel adextré d'une ruche d'or accompagnée de six abeilles du même ordonnées en orle, au second de gueules au bateau de pêche d'or, habillé d'argent, sur une mer du même agitée de sable, surmonté à dextre de la Vierge aussi d'or surmontée d'une étoile du même et posée sur une nuée aussi d'argent ; à la cotice d'or brochant sur la partition ; le tout sommé d'un comble tiercé en pal de sable, d'argent et d'or. |

#### Drapeau
La ville d'Arcachon utilise régulièrement le drapeau ci-contre adopté en 1857, lors de la création de la commune.

#### Devise
- ''Nox heri, Hodie aurora, Cras lux'' (Hier la nuit, Aujourd'hui l'aurore, Demain la lumière), représentée sur le blason de la ville par le comble du blason aux couleurs sable (noir), argent et or.
- ''Heri solitudo, Hodie vicus, Cras civitas'' (Hier désert, aujourd’hui village, demain ville).
- ''Heri solitudo, Hodie civitas'' (Hier désert, aujourd’hui ville), figure sur la médaille du centenaire de la ville en 1957.